# Bultaco
Bultaco fue una marca de motocicletas española fundada en Barcelona por Paco Bultó en 1958 y desaparecida en 1983. Producía modelos con motores monocilíndricos de dos tiempos de cilindradas variadas, siendo una marca con un claro enfoque deportivo. Debido a varias crisis y diferentes motivos económicos tuvo que cerrar en 1983.
Desde su cierre definitivo, los derechos para el uso de la marca Bultaco fueron cambiando de manos a lo largo de los años. Una nueva empresa, respaldada por los herederos de Paco Bultó, hizo pública en 2014 la vuelta a la producción, 31 años después de su cierre. Esta vez con modelos eléctricos.

## La época dorada

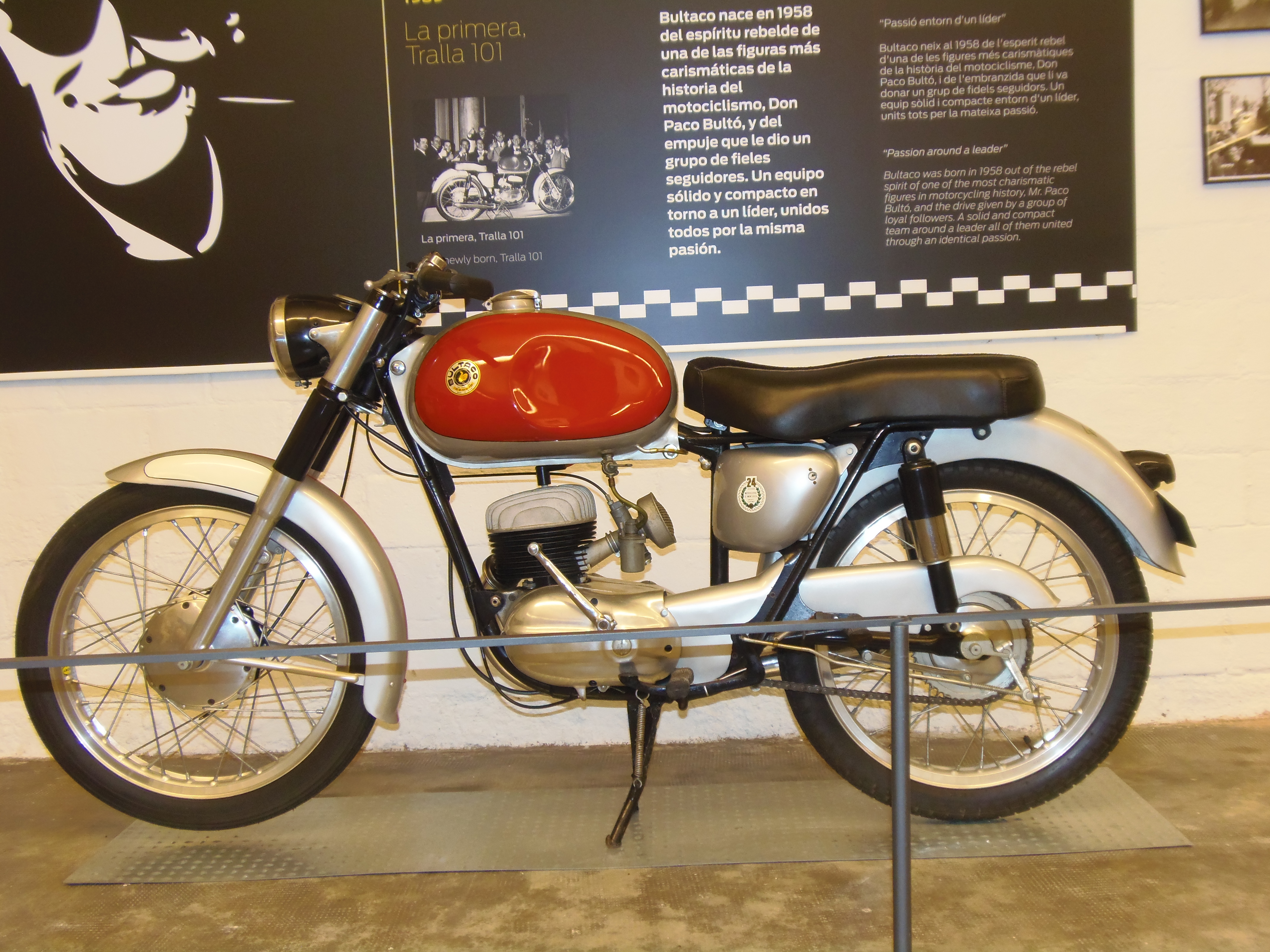
Tralla 101, mod.1, el primer modelo de la marca, 1958

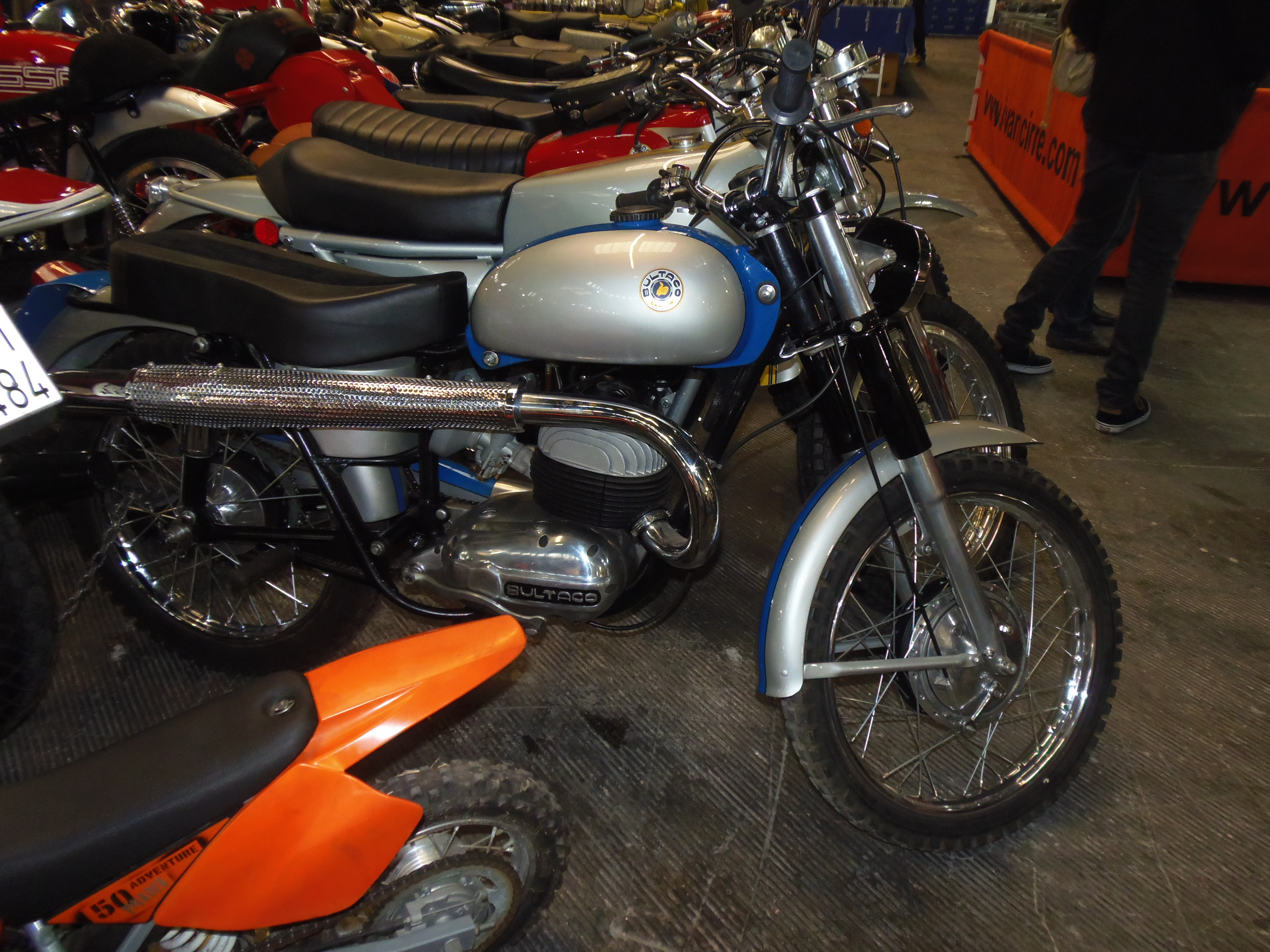
Sherpa N, mod. 4, primera todo terreno, 1960

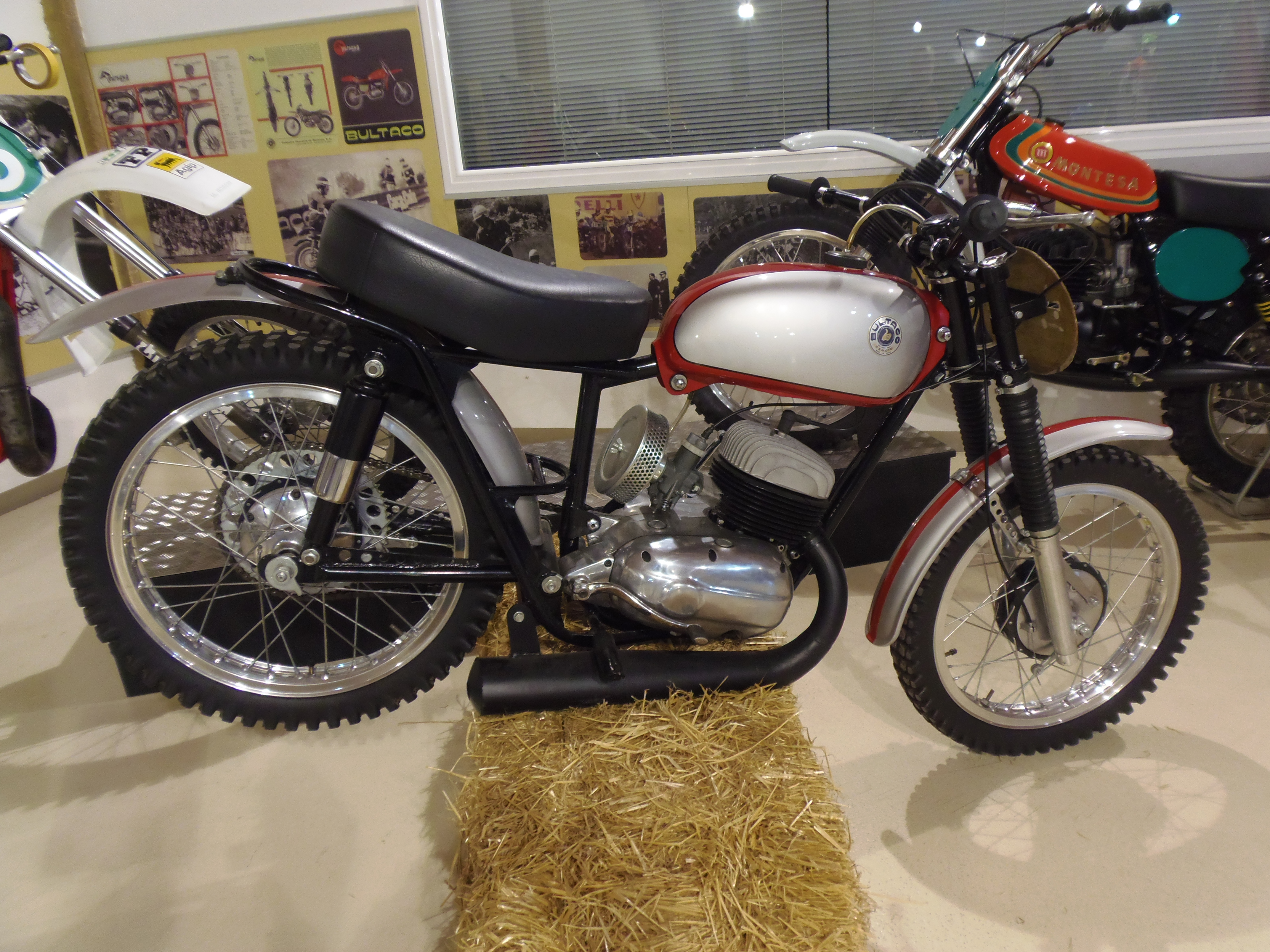
Sherpa S, mod. 3B, primera Moto-cross, 1960

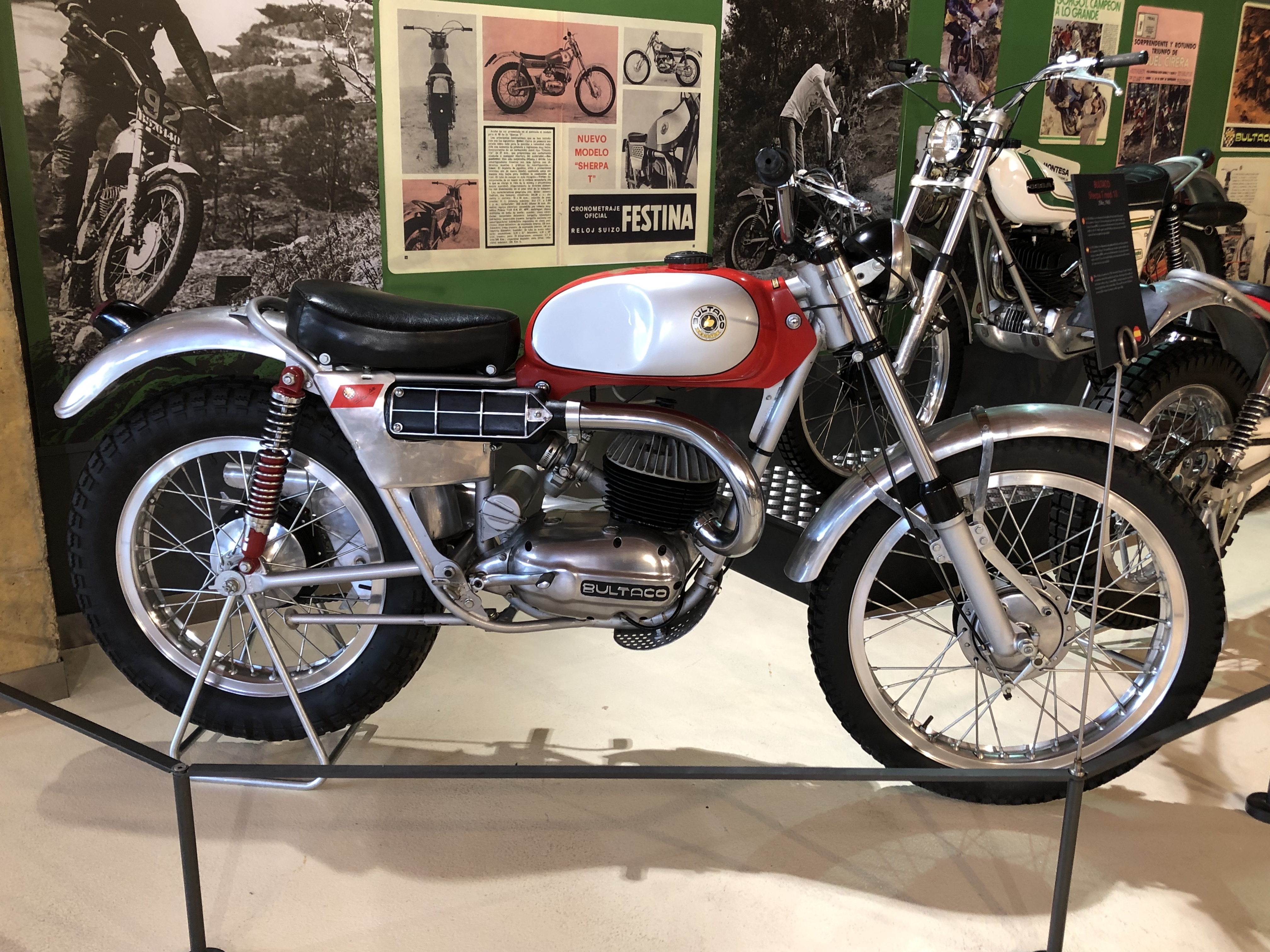
Sherpa T, mod.10, primera Trial, 1964

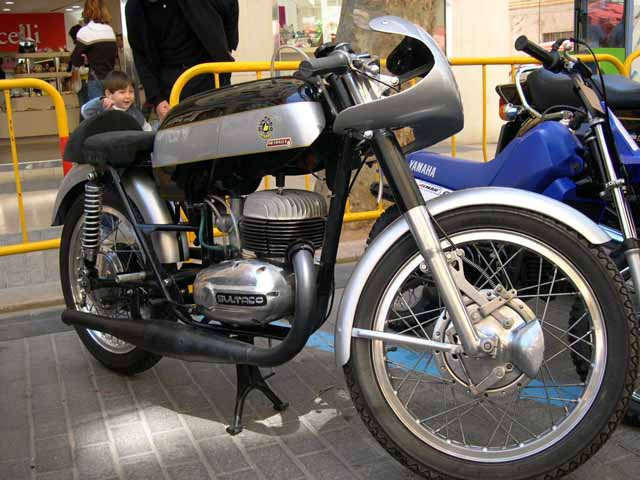
Metralla 250 Kit América.

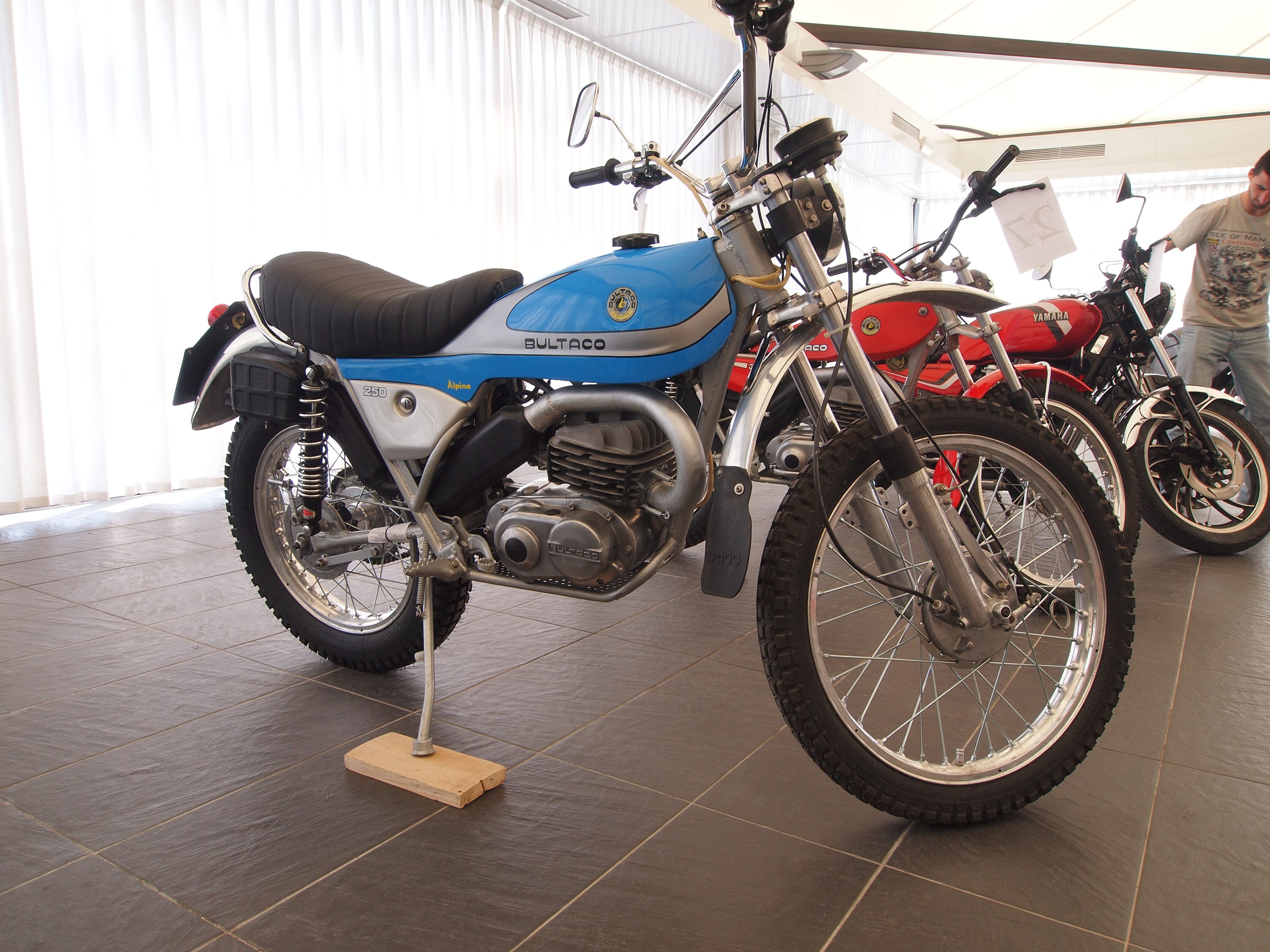
Alpina

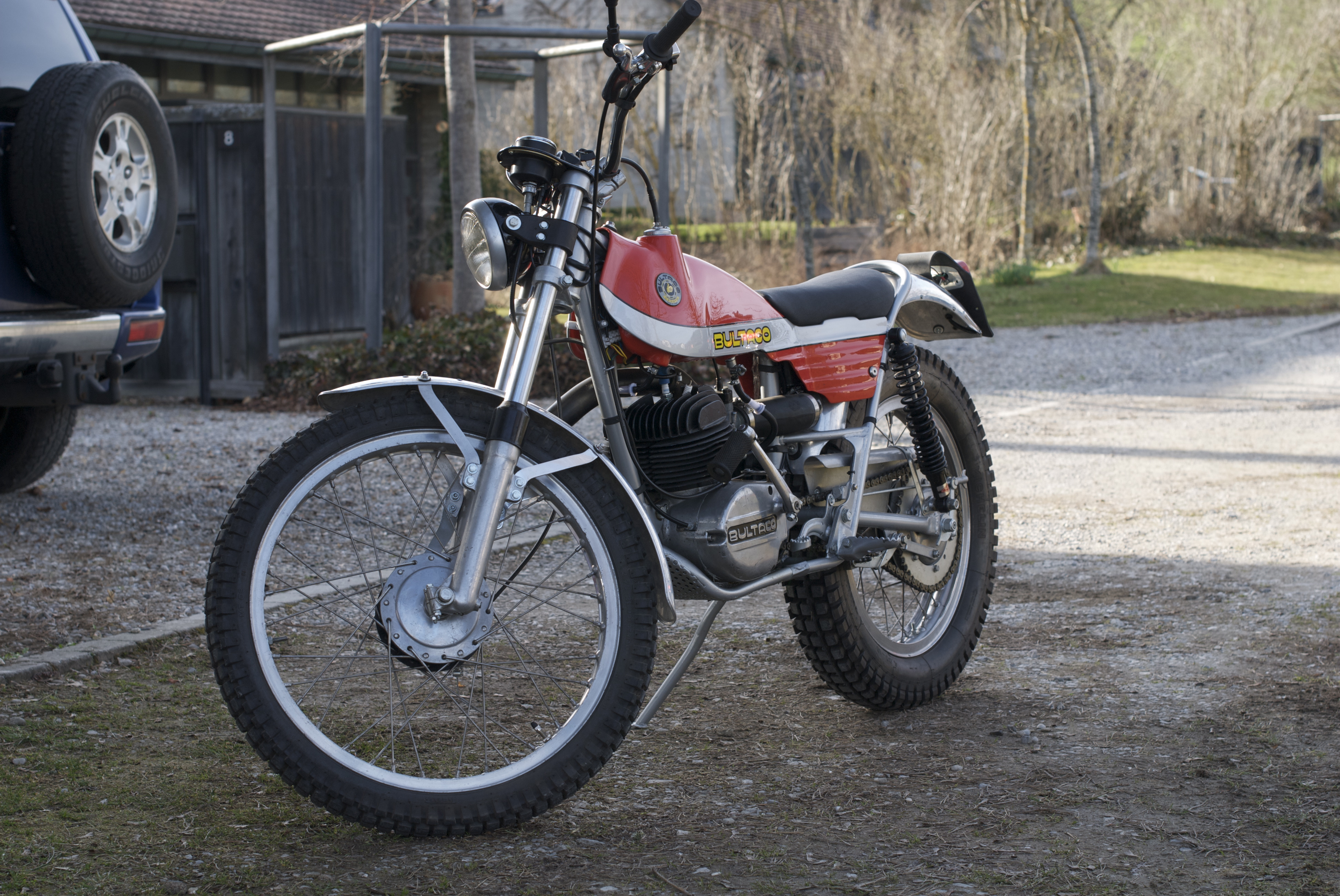
Sherpa T 250 (1974)

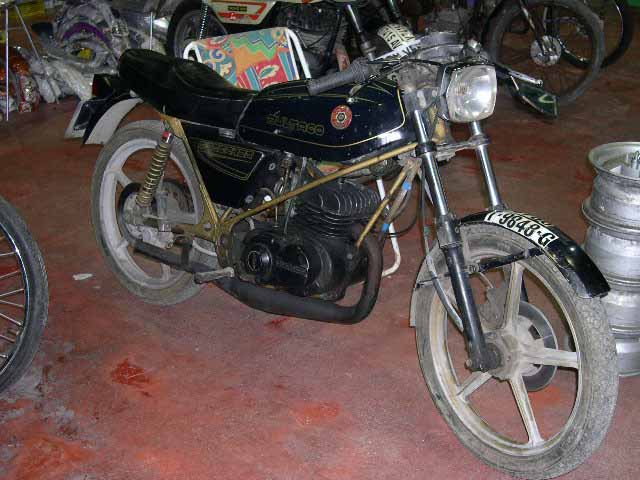
Streaker 125 cc.

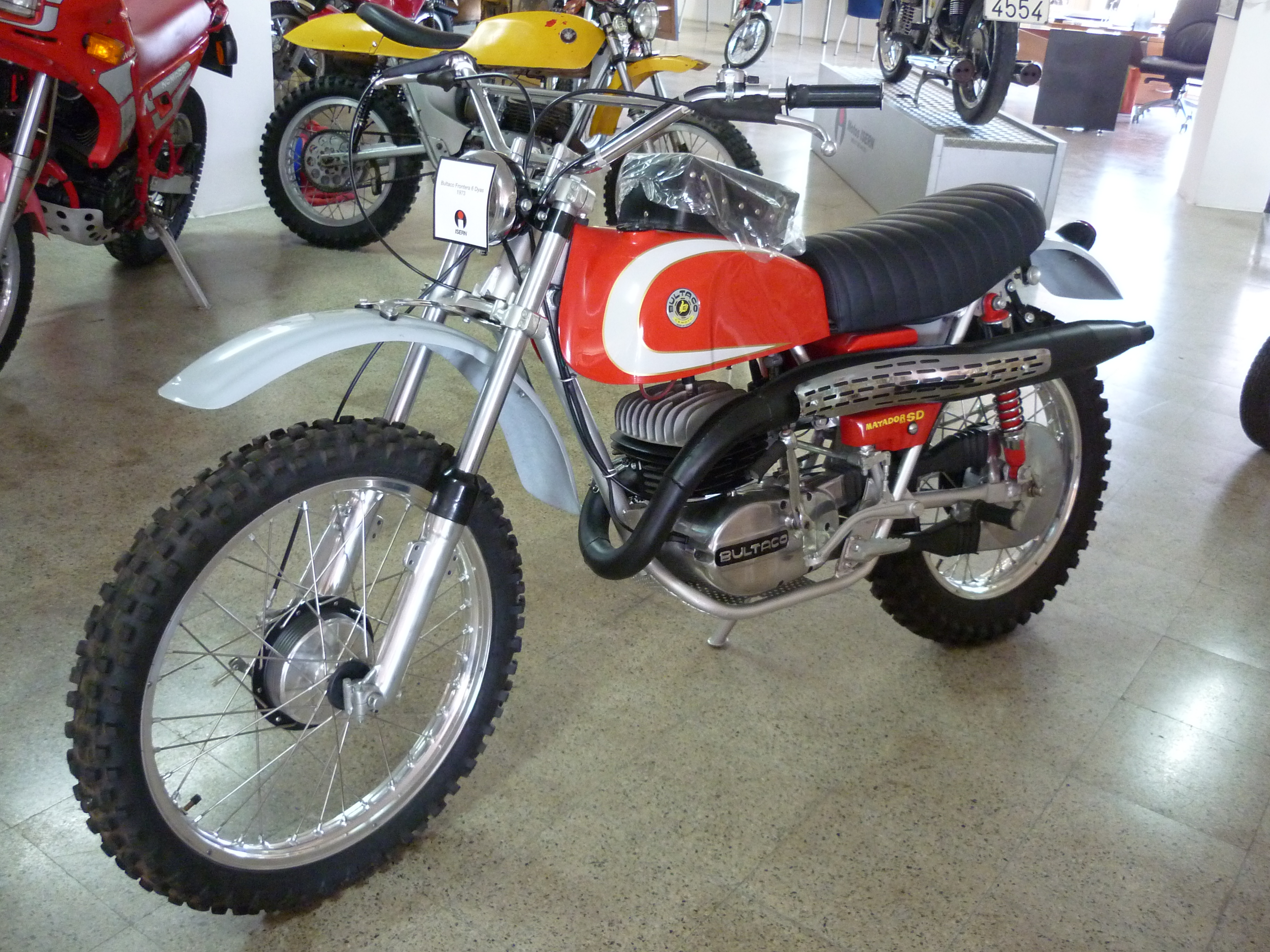
Matador MK5"Six Days"(1973)

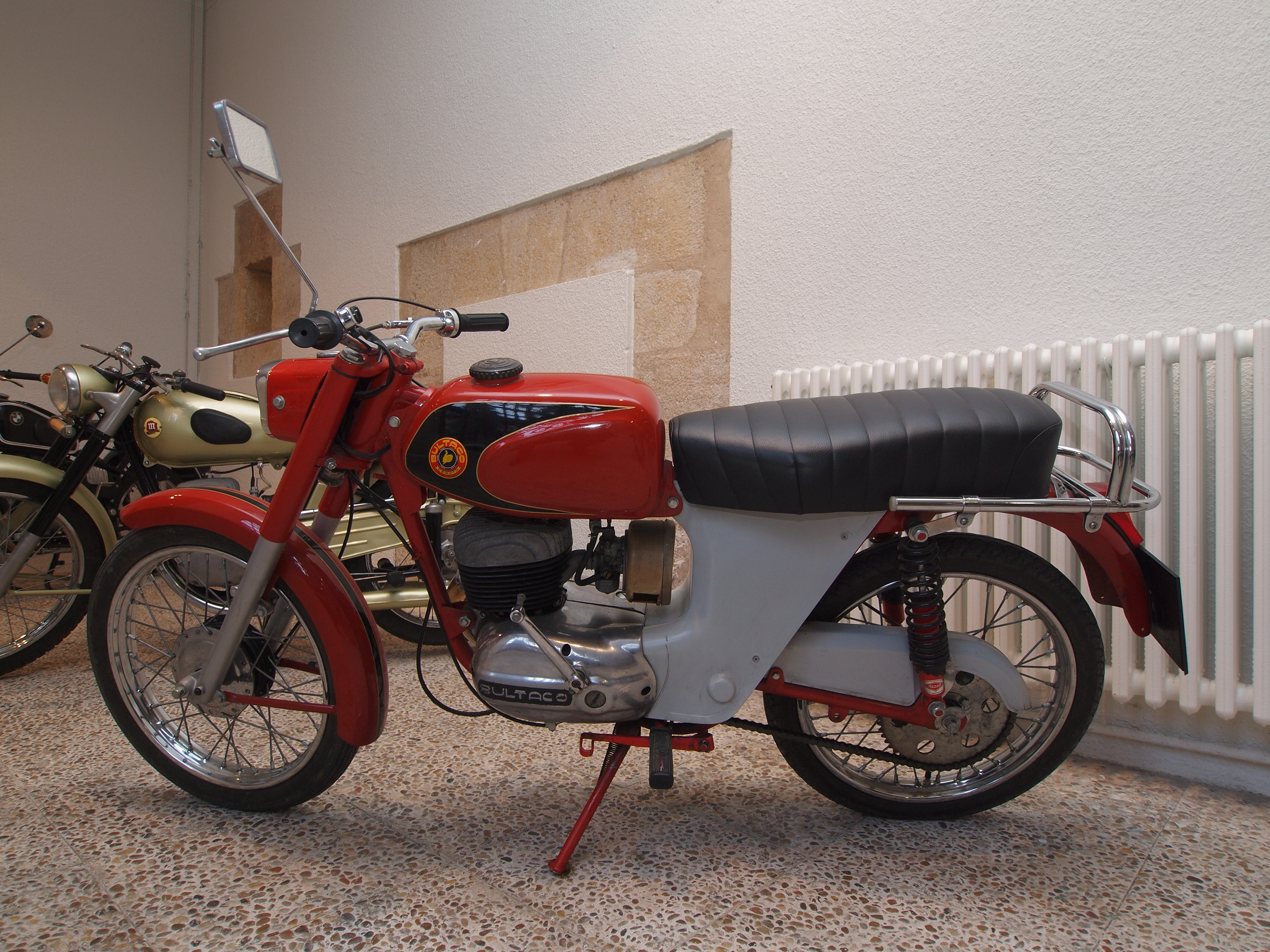
"Junior" 125 cc (1968-75)

Los españoles Pere Permanyer y Paco Bultó, padre de Álvaro Bultó y abuelo de Sete Gibernau, fundaron en 1944 la marca de motocicletas Montesa. Sin embargo, Don Paco dejó la empresa en 1958 debido al abandono de la competición por parte de Permanyer, pues creía que la innovación en las motocicletas estaba íntimamente ligada al mundo de la competición. Tras esto, Bultó fundó Bultaco el 17 de mayo de 1958  en Barcelona, sumándose a él muchos de los técnicos e ingenieros anteriormente integrados en Montesa.
El nombre de la marca es invención del propio Bultó (mucha gente cree, erróneamente, que se debe al piloto de Gibraltar John Grace, que pensó que estaría bien una combinación del apellido del fundador, Bultó, y su nombre, Paco), pero el primero ya lo utilizaba desde hacía años como su dirección telegráfica particular[cita requerida]. El particular logotipo, concebido por Don Paco, es un puño con el dedo pulgar en alto, signo de que todo marcha bien.
El grupo fundador comenzó su andadura en unas precarias instalaciones ubicadas en una finca propiedad del señor Bultó, en la Masía de San Antonio, en el municipio de Cunit (Tarragona). Al tiempo que organizaban una fábrica, iniciaron el diseño de la primera moto. El prototipo estuvo listo en solo cuatro meses y el 24 de marzo de 1959 se presentaba a la prensa la Tralla 101. Había nacido la primera Bultaco.
El motor, con medidas 51,5 de diámetro x 60 mm de carrera, era de 125 cc. Estas medidas coincidían con las del motor de la Montesa "Brio", posiblemente por racionalizar la fabricación y los proveedores. Sin embargo, y a diferencia del motor "Brio", cuyo cambio estaba separado del cárter motor, era de tipo monobloque, con cambio integrado, un dibujo muy nítido y fácil de mantener limpio. Este diseño lo estaba ya preparando Montesa para su futura "Impala" de 175 cc, que saldría al mercado en 1963, y Ossa para su 160 GT de 1964.

## "Las ventas siguen a la bandera a cuadros"
Esta cita de Paco no tardó en hacerse realidad. Tan solo dos meses después de la presentación, las primeras Tralla fueron inscritas en el G.P de España en el circuito de Montjuic, en la categoría "Comerciales" que existía entonces, podríamos decir "de serie". Los resultados no podían ser más alentadores: puestos 2.º, 3.º,4.º,5.º,7.º , 8.º y 9.º cediendo el primer puesto solo a una máquina, la Montesa de Tey Elizalde.
Este primer éxito llevó al equipo a modificar el motor, con un carburador mayor, escape con cámara de expansión (tubarro) y modificaciones del diagrama de distribución, para participar en el G.P Internacional de Madrid, terminando Marcelo Cama 6.º.Todas estas modificaciones se aportarían a los siguientes modelos, llamados "Tralla Sport" o "TS", derivando luego en "TSS" o "Tralla Super Sport".
El 2 de octubre de 1960 Bultaco batía cinco récords del mundo de velocidad en larga distancia en el autódromo de Monthéry (Francia), con un espectacular prototipo de 175 cc Dos de esos récords correspondieron a su cilindrada, pero batieron dos más en categoría 250 y otro en 350 cc.
Las Bultaco TSS adquirieron gran prestigio por sus prestaciones, y fueron utilizadas por pilotos privados de todo el mundo. Desgraciadamente, esta brillante trayectoria quedó fatalmente truncada con el terrible accidente sufrido por Ramón Torras.
Ningún piloto dejó una huella tan profunda en Bultaco como aquel tímido chico de Sabadell: Ramón Torras. "El piloto más veloz que conocí jamás" según el propio Paco Bultó. Torras estaba llamado a ser campeón del mundo, pero el 30 de mayo de 1965 fallecía en una carrera local en Comarruga, preparándose para el Tourist Trophy de la Isla de Man. El impacto producido por la muerte de Torras llevó a Bultaco a abandonar de forma oficial el Mundial de Velocidad. En 1976 se produjo el retorno al Campeonato del Mundo, con Ángel Nieto como piloto.

## Las "fuera carretera" o "Off Road"
En 1960 Bultaco se introdujo en el mercado de fuera carretera, con sus modelos Sherpa "N" en el todo terreno, apta para circular por carretera y matriculable, y la Sherpa "S" para la práctica del Moto-cross en circuito. Estas dos máquinas serían el inicio de una larguísima serie de modelos cada vez más sofisticados en estas dos especialidades.
En 1964 se contrata al piloto británico Sammy Miller para desarrollar una moto de trial capaz de desbancar a las motos inglesas que dominaban esa especialidad. Su trabajo se vio plasmado en la primera Sherpa T, con cuyo prototipo fue capaz de vencer en la primera carrera en la que participó, siendo la primera vez que vencía una moto no inglesa. Se puede considerar a la Sherpa "T"  como la primera moto fabricada expresamente para la práctica de esta modalidad deportiva. El modelo evolucionaría, perfeccionándose con los años. La Sherpa T fue la ganadora de todos los campeonatos del mundo hasta la desaparición oficial de la marca, con la familia Bultó al frente, a finales de 1979.
Paralelamente, desarrolló motocicletas para carreras de motocross. Inicialmente, se partió de la Sherpa S para luego evolucionar hacia la célebre Pursang. A inicios de los años 70, este modelo resulta ser muy innovador por su menor peso en relación con otras marcas europeas, su gran potencia y facilidad de manejo. En Estados Unidos se hicieron muy populares, y fueron clave en los buenos datos de exportación de la marca hacia ese país. El piloto estadounidense Jim Pomeroy y su mítica victoria en el Vallés en 1973, impulsaron aún más las ventas y el prestigio de la marca.

### La crisis y el final
La crisis del petróleo y la caída de la demanda exterior, la situación económica, la fuerte competencia de las marcas japonesas y la conflictiva situación laboral durante la transición española y primeros años de la democracia, pusieron en graves dificultades financieras a la marca. Las huelgas, la baja rentabilidad, el exceso de masa laboral y otros factores desembocaron en una situación sin salida. Tras las vacaciones de Navidad de 1979, la fábrica permaneció cerrada. La familia Bultó ya no pudo volver a tomar el mando y la empresa pasó a ser una cooperativa laboral que sobrevivió hasta 1983, pero ya nada volvió a ser como antes.
Tras una gran crisis en la que el Ministerio de Industria obligó a Montesa Honda a comprar la marca Bultaco, junto con otras marcas como OSSA y Mototrans (fabricante de las Ducati en España). Bultaco desapareció un tiempo como fabricante. Otras marcas españolas como Montesa, Sanglas y Puch Avelló fueron absorbidas por la llegada al mercado de marcas niponas como Honda, Yamaha y Suzuki, respectivamente.
Bultó pidió a la dirección de Montesa, con J.L. Milá al mando, los derechos mercantiles sobre el logotipo y la marca de Bultaco, alegando que no tenían valor ninguno para Honda. Montesa concedió de forma gratuita esa cesión de propiedad industrial y fue gracias a esta transacción por la que en 1999 la marca Derbi resucitó a Bultaco con una reedición de la Bultaco Lobito y el lanzamiento de una línea de ropa deportiva con el logotipo.

### Renace Bultaco
El 17 de mayo de 2014, el mismo día en que se celebraba el aniversario de su fundación y el nacimiento de su fundador, Paco Bultó, Bultaco anunció en Londres su retorno oficial al mercado de la moto presentando al mundo los primeros prototipos de su nueva gama. Se presentó el modelo Rapitán, movido por un motor eléctrico. Parecía un proyecto sólido, pero se quedó en proyecto, no llegó a hacerse realidad.
En 2015 Bultaco lanza al mercado la Brinco, la Moto-Bike eléctrica que combina su propulsión 100% eléctrica, controlada directamente por puño y pedaleo independiente. Inicialmente fue un modelo no homologado y de uso exclusivo en circuitos y fincas privadas, la Brinco R, con una velocidad punta de 60 kilómetros por hora y tan solo 40 kg de peso.
Más adelante, en 2016 se lanzaron los modelos homologados de Brinco, como la Brinco RE, la Brinco C y una edición limitada creada en asociación con la marca automovilística Land Rover, la Brinco R Discovery Ltd. Marco Allende.
Ya en 2017, por la aceptación que el concepto eléctrico de la motobike había tenido en el entorno offroad, Bultaco decidió lanzar su concepto urbano, la Albero, un ciclomotor eléctrico homologado y que alcanza los 45 km/h.
Desde entonces, el silencio se ha vuelto a posar sobre esta mítica marca. Miles de coleccionistas y amantes de Bultaco en todo el mundo, siguen admirando, restaurando, usando y venerando las legendarias máquinas, reconociéndolas como los auténticos iconos de la historia del motociclismo que son.

## Bultaco en la competición

### Mundial de motociclismo
- 50 cc
  - 1976 Ángel Nieto
  - 1977 Ángel Nieto
  - 1978 Ricardo Tormo
  - 1981 Ricardo Tormo

### Trial
- Campeonato de Europa
  - 1968 Sammy Miller
  - 1970 Sammy Miller
  - 1973 Martin Lampkin
  - 1974 Malcolm Rathmell
- Campeonato del mundo
  - 1975 Martin Lampkin
  - 1976 Yrjo Vesterinen
  - 1977 Yrjo Vesterinen
  - 1978 Yrjo Vesterinen
  - 1979 Bernie Schreiber

## Modelos primera época 1958-1983
| Nombre                  | Código fábrica | Cilindrada    | Potencia CV/rpm (catálogo) | Años  | Tipo         | Notas |  |
| ----------------------- | -------------- | ------------- | -------------------------- | ----- | ------------ | --- |  |
| Tralla 101              | 1              | 124,98 cm3    | 12,5/6000                  | 59-63 | Carretera    | Primer modelo de la marca, carácter deportivo. Ruedas de 19" |  |
| 155                     | 2              | 153,1 cm3     | 11,6/5500                  | 60-62 | Carretera    | Modelo más turístico, aumento de par, posible aplicación sidecar. Estriberas adelantadas. Letras Bultaco en el cárter, antes liso |  |
| Sherpa S 125            | 3B             | 124,98 cm3    | 17,5/                      | 60-67 | Moto-cross   | Primer modelo no de carretera, horquilla prolongada por debajo del eje, como las GP de récords y las TSS (véase tabla siguiente). |  |
| Sherpa N 155            | 4              | 153,1 cm3     | 9/5000                     | 60-63 | Todo terreno | Primera todo terreno, basada estrechamente en el modelo 7, "Mercurio" (véase descripción siguiente); escape por arriba, manillar más ancho. |  |
| Mercurio 125            | 7              | 124,98 cm3    | 9/5000                     | 60-66 | Carretera    | Turismo, acabado muy económico para competir con la Montesa "Comando". Ruedas de 17" en lugar de las 19" de Tralla y 155. Frenos más pequeños, de 140 mm. Ausencia de pulidos en cárteres, horquillas, frenos. Escape en negro. Estriberas adelantadas. Eje de la rueda por delante de la horquilla. |  |
| Sherpa S 175            | 3C             | 174,7 cm3     |                            | 61-62 | Moto-cross   | Sobre todo para la exportación a Estados Unidos. |  |
| Campera 125             | 7-1            | 124,98 cm3    |                            | 61-62 | Todo terreno | Basada estrechamente en la Mercurio como su código indica. Para el mercado nacional sobre todo, escape por arriba, manillar mayor. |  |
| 200                     | 2-1            | 196,05 cm3    | 16,3/6000                  | 62-64 | Carretera    | Turismo, par aumentado, derivada de la 155 como su código indica. |  |
| Sherpa S-200            | 3D             | 196,05 cm3    | 24/-                       | 62-67 | Moto-cross   | Nacional y exportación, evolución de la 175. |  |
| Sherpa N-200            | 4              | 196,05 cm3    |                            | 62-65 | Todo terreno | Evolución de la N 155. |  |
| Metralla 62             | 8              | 196,05 cm3    | 18/6500                    | 62-66 | Carretera    | Marcadamente deportiva, ruedas de 18". Frenos de 160 mm, ventilados. Depósito innovador, plano por debajo, inspiración Norton. Hubo una versión posterior, con 20CV a 7000 rpm y muelles amortiguadores detrás. Estriberas más atrasadas que la "Tralla". |  |
| Tralla 102              | 1-1            | 124,98 cm3    | 12,5/6500                  | 63-71 | Carretera    | Versión de la Metralla 62 con cilindrada inferior, pero todo lo demás similar. |  |
| Matador 200             | 4-1            | 196,05 cm3    |                            | 63-64 | Todo terreno | Primer modelo de una larga serie. |  |
| Mercurio 155            | 9              | 153,1 cm3     | 11,6/5500                  | 63-69 | Carretera    | Evolución del modelo 7, mejorando el aspecto anteriormente demasiado espartano: elementos de la 7 ahora pulidos, aumento de cilindrada, manillar estampado en lugar de tubo. Estriberas más retrasadas, a la posición "normal" como la Tralla. |  |
| Campera 155             | 9-1            | 153,1 cm3     | 15,6/6500                  | 63-65 | Todo terreno | Basada en la Mercurio 155 (véase código). |  |
| Sherpa T "Sammy Miller" | 10             | 244,3 cm3     | 18/6000                    | 64-67 | Trial        | Primera auténtica moto de trial de Bultaco. |  |
| Pursang Métisse         | 11             | 244,3 cm3     |                            | 64-67 | Moto-cross   | Motocross, chasis especial Rickman Bros. |  |
| Mercurio 175 A          | 13             | 174,7 cm3     |                            | 64    | Carretera    | Otra evolución de la turismo económica, sobre todo con vistas al mercado estadounidense. |  |
| Saturno                 | 12             | 196,05 cm3    | 15,6/6500                  | 65-66 | Carretera    | Con la misma filosofía de las Mercurio, pero mejor acabado: ruedas de 18", frenos de 160 mm. Manillar como el del Modelo 9. |  |
| Matador Mk 2            | 15             | 244,3 cm3     |                            | 65-67 | Todo terreno | Aumento de cilindrada con respecto a la primera Matador. |  |
| Lobito 100              | 19N            | 100 cm3       |                            | 66-69 | Todo terreno | Todo terreno, para público muy joven, menores dimensiones, también exportada a Estados Unidos. |  |
| Júnior 74               | 20             | 75 cm3        |                            | 66-71 | Carretera    | Público muy joven, menores dimensiones, nacional, cilindrada adaptada al carnet A-1 entonces vigente para 16 años, y competir con la Derbi 74 Gran Sport. |  |
| Campera 175             | 21             | 174,7 cm3     |                            | 66-69 | Todo terreno | Estética similar a la Lobito, tamaño normal. |  |
| Mercurio 155            | 22             | 153,1 cm3     | 11,7/5600                  | 66-74 | Carretera    | Otra evolución, cambios estéticos como embellecedores de plástico bajo el sillín. |  |
| Mercurio 175            | 22-1           | 174,7 cm3     | 17,3/6500                  | 66-74 | Carretera    | Evolución de la anterior 175 para Estados Unidos. |  |
| Metralla "Mk2"          | 23             | 244,3 cm3     | 27,5/7500                  | 66-74 | Carretera    | Superdeportiva, evolución de la 62 sobre la misma base estética, cambio de color de gris claro a negro, cinco velocidades con cambios en el sistema de selector, entrando el eje de cambio directamente al cárter, que se dispuso más adelantado que el sistema anterior de 4 velocidades. Por lo tanto, se añadió al mando del mismo un reenvío articulado. Una de las más rápidas 250 de su tiempo. Cadena secundaria completamente protegida, permite el desmontaje de la rueda trasera sin quitar la cadena. Se ofrecía un kit de competición muy completo llamado "Kit America". |  |
| Senior 200              | 34             | 174,7 cm3     | 14,25/6500                 | 66-71 | Carretera    | Turismo, alta calidad, continuadora de la Saturno, incorpora mejoras estéticas como las tapas laterales, frenos de 160 mm ventilados como la Metralla. |  |
| Mercurio 200 USA        | 35             | 196,05 cm3    |                            | 66-68 | Carretera    | Exportación a Estados Unidos. |  |
| El Tigre 200            | 5T35           | 196,05 cm3    |                            | 66-68 | Todo terreno | Derivada de la Mercurio 200 para Estados Unidos. |  |
| Matador Mk3             | 25             | 244,3 cm3     |                            | 67-70 | Todo terreno | Evolución de la Mk2, 5 velocidades, cadena protegida como la Metralla Mk2, chasis moderno (doble cuna cerrada por detrás, como las Metisse). |  |
| Sherpa T                | 27             | 244,3 cm3     |                            | 67-68 | Trial        | Evolución de la Sammy Miller. Culata con aletas normales. |  |
| Lobito 74               | 32             | 74 cm3        |                            | 67-69 | Todo terreno | Versión de la 100 (USA) con cilindrada adaptada al carnet A1 vigente en España entonces para 16 años. |  |
| Junior 100              | 33             | 100 cm3       |                            | 67-71 | Carretera    | Versión de la 74 con mayor cilindrada. |  |
| Lobito 100 AK           | 38             | 100 cm3       |                            | 67    | Todo terreno | Versión potenciada (escape, etc..) de la primera 100 para Estados Unidos. |  |
| Junior 125              | 39             | 124,98 cm3    |                            | 67-71 | Carretera    | La más potente de las Junior, para aprovechar el grupo termodinámico ya existente. |  |
| Pursang Mk2             | 42             | 244,3 cm3     |                            | 67-68 | Moto-cross   | Incorpora elementos de fibra en sillín y guardabarros, gran cambio estético respecto a la Mk1 "Métisse", incorpora el mismo tipo de chasis descrito arriba con la Matador modelo 25. |  |
| Pursang Mk3             | 48             | 244,3 cm3     |                            | 68    | Moto-cross   | Evolución de la anterior Pursang modelo 42. |  |
| Sherpa T 250            | 49             | 244,3 cm3     |                            | 68-71 | Trial        | Evolución de la anterior Sherpa, cinco velocidades, chasis tradicional. |  |
| El Bandido              | 50             | 350 cm3       |                            | 68-71 | Moto-cross   | Primer motor de esta cilindrada, chasis moderno, cambios estéticos (bicolor), pedal de arranque pasa al lado derecho. |  |
| El Montadero            | 51             | 360 cm3       |                            | 68-71 | Todo terreno | Adaptación al todo terreno de la anterior, iluminación y matriculable. |  |
| El Tigre                | 1T-23          | 244,3 cm3     |                            | 69    | Todo terreno | Adaptación de las Metralla Mk2 en Estados Unidos. |  |
| Campera 175 USA         | 28             | 174,7 cm3     |                            | 69-72 | Todo terreno | Evolución de la versión nacional, depósito de fibra, chasis tradicional. |  |
| Lobito 74 Mk3           | 59             | 244,3 cm3     |                            | 69-72 | Todo terreno | Cinco velocidades, depósito de fibra, estética como Campera USA, chasis moderno. |  |
| El Bandido Mk2 360      | 61             | 244,3 cm3     |                            | 69-71 | Moto-cross   | Evolución de la anterior, guardabarros de chapa. |  |
| Pursang Mk4 250         | 68             | 244,3 cm3     |                            | 69-71 | Moto-cross   | Evolución de la anterior Pursang, cambios en color y depósito. |  |
| Bultaco 49              | 60             | 50 cm3        |                            | 70-71 | Carretera    | Primer ciclomotor de la marca, con pedales según legislación, motor Ducati-Mototrans. |  |
| Lobito Mk3              | 62             | 124,98 cm3    |                            | 70-72 | Todo terreno | Como la 74, pero de mayor cilindrada. |  |
| Sherpa S Mk 2           | 63             | 124,98 cm3    |                            | 70-72 | Moto-cross   | Chasis tradicional. |  |
| Sherpa S Mk 2           | 66             | 174,7 cm3     |                            | 64-67 | Moto-cross   | Véase la anterior, modelo 63. |  |
| Sherpa S Mk 2           | 67             | 196,04 cm3    |                            | 64-67 | Moto-cross   | |  |
| Lobito Mk4              | 74             | 124,98 cm3    |                            | 70-71 | Todo terreno | |  |
| Lobito 175              | 77             | 174,7 cm3     | 22/8000                    | 70-71 | Todo terreno | Chasis moderno. |  |
| Sherpa S Mk 2           | 78             | 100 cm3       |                            | 70-71 | Moto-cross   | |  |
| El Montadero Mk2        | 70             | 360 cm3       |                            | 71-72 | Todo terreno | Evolución de la anterior, al igual que para la Bandido guardabarros de chapa. |  |
| Tiron                   | 73             | 100 cm3       |                            | 71-72 | Trial        | Tamaño muy reducido para los más jóvenes, chasis moderno, tapas de cárter planas. |  |
| Matador Mk 4            | 75             | 244,3 cm3     |                            | 71-72 | Todo terreno | Siguiente evolución del modelo. Cambio de colores, rojo y gris, asiento, tapas de cárter planas. |  |
| Sherpa T 250            | 80             | 244,3 cm3     |                            | 68-71 | Trial        | Evolución de la anterior modelo 49, recorrido del escape diferente, depósito diferente, chasis tradicional. |  |
| El Montadero Mk3        | 81             | 350 cm3       |                            | 71-72 | Todo terreno | Siguiente evolución del modelo anterior, guardabarros metálicos. |  |
| Matador Mk 4 SD         | 82             | 244,3 cm3     |                            | 71-73 | Todo terreno | Como el modelo 75 pero con accesorios específicos "Six Days", como portanúmeros, bolsa sobredepósito, brújula, tapas de cárter planas. |  |
| Lobito Mk5 USA          | 84             | 124,98 cm3    |                            | 71-73 | Todo terreno | Cambios estéticos en depósito y sillín, tapas cárter planas. |  |
| Alpina                  | 85             | 244,3 cm3     |                            | 71-73 | Trial-mixta  | Trial con aptitudes carretera y sillín dos plazas, basada en la Sherpa T modelo 80, pero con guardabarros delantero suspendido, tapas de cárter planas. |  |
| Pursang Mk5             | 86             | 244,3 cm3     |                            | 71-73 | Moto-cross   | Cambios estéticos, tapas de cárter planas. |  |
| Astro                   | 90             | 244,3 cm3     |                            | 71-73 | Dirt-track   | Primer modelo de Bultaco para esta especialidad típicamente USA, véanse modelos anteriores. |  |
| Junior GT               | 33             | 124,98 cm3    |                            | 72-73 | Carretera    | Puesta al día estética. |  |
| Campera "Agricultura"   | 79             | 175 cm3       |                            | 72-73 | Todo terreno | Según especificaciones del Ministerio de Agricultura de España, 5 velocidades, chasis tradicional, cárteres antiguos. |  |
| Sherpa T                | 91             | 244,3 cm3     |                            | 72-73 | Trial        | Siguiente evolución de este modelo, chasis tradicional, cárteres antiguos. |  |
| Lobito Mk6              | 95             | 124,98 cm3    |                            | 72-73 | Todo terreno | Evolución de la Mk5, chasis moderno, tapas de cárter anteriores. |  |
| Pursang Mk6             | 103            | 244,3 cm3     |                            | 72-73 | Moto-cross   | Evolución de la Mk5. |  |
| Astro Mk6               | 105            | 244,3 cm3     |                            | 72-73 | Dirt-track   | Depósito como la Pursang, chapa portanúmeros. |  |
| Astro Mk6               | 106            | 244,3 cm3     |                            | 72-73 | Dirt-track   | |  |
| Alpina 350              | 99             | 244,3 cm3     |                            | 73-74 | Todo terreno | Siguiente evolución de la 85. |  |
| Matador Mk5 SD          | 107            | 244,3 cm3     |                            | 73-74 | Todo terreno | Evolución de la anterior, pocos cambios estéticos, pero gran modificación en escape, que se cambia al lado izquierdo. |  |
| Brinco 75               | 108            | 74 cm3        |                            | 73-74 | Todo terreno | Tamaño muy reducido, para muy jóvenes, cárteres antiguos, chasis antiguo. |  |
| Pursang Mk7             | 120            | 244,3 cm3     |                            | 73-74 | Moto-cross   | Siguiente evolución del modelo. |  |
| Astro                   | 123            | 244,3 cm3     |                            | 73-74 | Dirt-track   | Adaptación mayor al Dirt-track (ausencia de frenos, depósito menor). |  |
| Lobito Mk7              | 127            | 124,98 cm3    |                            | 73-74 | Trial        | Similar funcionalidad a la Alpina, sobre todo estética. |  |
| Chispa                  | 111            | 50 cm3        |                            | 74-75 | Trial        | Modelo trial para los más jóvenes, motor Ducati Mototrans como la 49 GT. |  |
| Alpina                  | 115            | 244,3 cm3     | 19,5/5500                  | 74-75 | Trial-mixta  | Evolución de la anterior, chasis del nuevo tipo con doble cuna por detrás también en lugar del montante central vertical. |  |
| Sherpa T                | 124            | 244,3 cm3     |                            | 74-75 | Trial        | Evolución de la anterior, chasis moderno. |  |
| Sherpa T 350            | 125            | 350 cm3       |                            | 74-75 | Trial        | Versión con mayor cilindrada de la Sherpa, chasis moderno. |  |
| Junior 175 GT2          | 131            | 175 cm3       |                            | 74-75 | Carretera    | Últimas versiones de este veterano modelo. |  |
| Pursang Mk8             | 135            | 244,3 cm3     |                            | 74-75 | Moto-cross   | Siguiente evolución, con la notable novedad del cambio de lado de los mandos de freno y cambio, para hacer frente a las normas internacionales. |  |
| Alpina                  | 137            | 244,3 cm3     |                            | 74-75 | Trial-mixta  | Siguiente evolución del modelo, palancas de freno y cambio cambian de lado para adaptarse a las nuevas normas. |  |
| Mercurio 155 GT         | 139            | 155 cm3       | 11,7/5600                  | 74-75 | Carretera    | Puesta al día de este veterano modelo, con elementos de otros modelos como la cadena completamente protegida de la Mk2 y Matador, y el depósito de fibra. |  |
| Astro                   | 146            | 360 cm3       |                            | 74-75 | Dirt-track   | Evolución de la anterior, freno de disco trasero. |  |
| Lobito Mk8 125          | 148            | 124,98 cm3    |                            | 74-75 | Trial-mixta  | Misma filosofía que la Alpina. |  |
| Matador Mk9             | 140            | 244,3 cm3     |                            | 75-76 | Todo terreno | Evolución de la Mk8. |  |
| Metralla GT             | 142            | 244,3 cm3     |                            | 75-76 | Carretera    | Reaparición del nombre, en un modelo con pocas características comunes con la anterior Mk2, salvo la cilindrada y la cadena protegida. Pedal de cambio a la izquierda y freno a la derecha según normativa actualizada. |  |
| Sherpa T                | 150            | 244,3 cm3     |                            | 75-76 | Trial        | |  |
| Frontera Mk9            | 152            | 244,3 cm3     |                            | 75-76 | Todo terreno | |  |
| Lobito T 74             | 155            | 74 cm3        |                            | 75-76 | Trial        | Para el carnet A-1. |  |
| Sherpa T 350            | 159            | 350 cm3       |                            | 75-76 | Trial        | Evolución de la anterior. |  |
| Astro 360               | 164            | 360 cm3       |                            | 76    | Dirt-track   | Evolución de la anterior. |  |
| Alpina 360              | 166            | 360 cm3       | 22,7/6000                  | 76    | Trial-mixta  | Evolución de la anterior. |  |
| Pursang Mk9             | 167            | 244,3 cm3     |                            | 76    | Moto-cross   | Evolución de la Mk8. |  |
| Frontera 74-125         | 174            | 74/124,98 cm3 |                            | 76    | Todo terreno | Para el carnet A-1. |  |
| Mercurio 175 GT         | 175            | 175 cm3       | 12,5/6000                  | 76-78 | Carretera    | Evolución de la anterior con mayor cilindrada, intermitentes. |  |
| Frontera Mk10 250       | 180            | 244,3 cm3     |                            | 76    | Todo terreno | |  |
| Frontera Mk10 370       | 181            | 370 cm3       |                            | 76    | Todo terreno | La anterior pero con mayor cilindrada. |  |
| Sherpa T74              | 184            | 74 cm3        |                            | 76    | Trial-mixta  | Apta carnet A-1. |  |
| Sherpa T125             | 185            | 124,98 cm3    |                            | 76    | Trial        | |  |
| Alpina                  | 187            | 244,3 cm3     |                            | 76    | Todo terreno | |  |
| Streaker 74             | 74             | 74 cm3        |                            | 77    | Carretera    | Deportiva, para un público joven, chasis completamente renovado, frenos de disco, cambio a la izquierda. |  |
| Streaker 125            | 204            | 119 cm3       | 10/9000                    | 77    | Carretera    | Véase el modelo anterior. |  |
| Pursang Mk10            | 192            | 244,3 cm3     |                            | 77    | Moto-cross   | |  |
| Metralla GTS            | 203            | 244,3 cm3     |                            | 77    | Carretera    | Desarrollo de la GT(modelo 142), cambios en color, cuentavueltas y velocímetro en soportes independientes, intermitentes. |  |
| Pursang Mk11            | 206            | 244,3 cm3     |                            | 77    | Moto-cross   | |  |
| Matador Mk10 350        | 210            | 350 cm3       |                            | 76    | Todo terreno | |  |
| Alpina                  | 212            | 244,3 cm3     | 14,1/5500                  | 77    | Todo terreno | |  |
| Alpina                  | 213            | 350 cm3       | 20,8/6500                  | 77    | Todo terreno | |  |
| Frontera Gold Medal 250 | 492            | 250 cm3       |                            | 77    | Todo terreno | |  |
| Frontera Gold Medal 370 | 493            | 370 cm3       |                            | 77    | Todo terreno | |  |
| Frontera 74             | 174            | 74 cm3        |                            | 78    | Todo terreno | |  |
| Sherpa T                | 198            | 244,3 cm3     |                            | 78    | Trial        | |  |
| Frontera Mk 11          | 214            | 244,3 cm3     |                            | 78    | Todo terreno | |  |
| Pursang Mk12            | 219            | 244,3 cm3     |                            | 78    | Moto-cross   | |  |
| Sherpa T Pirineos 175   | 221            | 250 cm3       |                            | 78    | Trial-mixta  | Sillín dos plazas. |  |
| Metralla GTS            | 203A           | 244,3 cm3     |                            | 79    | Carretera    | Evolución de la 203, colores, ruedas de aleación, frenos de disco delante y detrás, instrumentos como la GT en un soporte común. |  |
| Streaker 74             | 204            | 74 cm3        |                            | 79    | Carretera    | |  |
| Frontera Mk11 370       | 215A           | 370 cm3       |                            | 79    | Todo terreno | |  |
| Frontera 74             | 179            | 74 cm3        |                            | 79    | Carretera    | Vuelta a los modelos de carretera para jóvenes, chasis "delta", ruedas de aleación, frenos de disco delante y detrás. |  |
| Sherpa T 250            | 199            | 350 cm3       |                            | 79    | Trial        | |  |
| Sherpa T 350            | 199A           | 350 cm3       |                            | 79    | Trial        | |  |
| Pursang Mk15 250        | 222            | 244,3 cm3     |                            | 79    | Moto-cross   | Motor totalmente nuevo, cárteres muy reducidos. |  |
| Pursang Mk15 420        | 223            | 420 cm3       |                            | 79    | Moto-cross   | Véase la anterior. |  |

## Modelos competición fábrica, prototipos y carreras-cliente
| Nombre                         | Código fábrica | Cilindrada | Potencia CV/rpm (catálogo) | Años  | Tipo                     | Notas |  |
| ------------------------------ | -------------- | ---------- | -------------------------- | ----- | ------------------------ | --- |  |
| Tralla S                       | 1              | 125 cm3    | 12,5/6000                  | 59-60 | Competición en circuito  | Modificación de la Tralla 101, tubarro, asiento con colín, ausencia de alumbrado, guardabarros trasero aligerado. |  |
| GP                             | (s/n)          | 175 cm3    | 18/8000                    | 60    | Cazarrécords             | Récords en Monthléry (Francia). Chasis muy modificado para inclinar el motor, beneficiando la refrigeración de la culata, y darle mayor rigidez. Carenado integral cubriendo la rueda delantera. Horquilla extendida por debajo del eje, al estilo de Montesa, aunque con menor longitud. |  |
| TSS 125                        | 6              | 125 cm3    | 20/10300                   | 60    | Competición de fábrica   | Nombre abreviado de "Tralla Super Sport". Modelo de carreras-cliente, chasis normal, freno con ventilación, derivado del de la Tralla 101, estriberas muy retrasadas, horquilla como la GP.                                                                                               |  |
| TSS 125                        | 6-1            | 125 cm3    | 20/10300                   | 63    | Competición cliente      | Como la anterior, pero cambio de 5 Velocidades, freno como la Metralla 62. |  |
| TSS 125 (refrigerada por agua) | 14             | 125 cm3    | 27/1100                    | 65-68 | Competición cliente      | Como el modelo 6-1, pero con refrigeración líquida. |  |
| TSS 250 (refrigerada por agua) | 41             | 250 cm3    | 39,3/9500                  | 65-68 | Competición cliente      | Chasis muy modificado, doble cuna completa, depósito y sillín de fibra, refrigeración líquida. |  |
| TSS 125 (refrigerada por agua) | 40             | 125 cm3    | 29,4/11000                 | 65-68 | competición en cliente   | Como el modelo 41, pero con motor de 125 cc. |  |
| TSS 350                        | 29             | 350 cm3    | 50/8500                    | 69    | Competición en carretera | Refrigeración por aire, doble encendido. |  |

- Bultaco 49 (1970)
- Bultaco Alpina (1971), una antecesora de moto trail. Este modelo fue creado conjuntamente con la Unidad de Moto Alpina de la 9.ª Brigada de Tropas de Socorro de la Cruz Roja Española (Barcelona) para su participación como Unidad de Rescate en los 6 Días TT de Navacerrada en 1970. Existe una réplica de este modelo en el Museo de la Moto de Basella.
- Bultaco Astro (1971)
- Bultaco Bandido
- Bultaco Brinco (1973)
- Bultaco Campera (1961)
- Bultaco Chispa (1974)
- Bultaco Conquistador (1967)
- Bultaco El Bandido (1968)
- Bultaco El Montadero (1968), era como una moto de cross.
- Bultaco El Tigre (1969)
- Bultaco Frontera (1975), moto de enduro, las había de 74, 125, 250 y 370 cc, la serie comienza con la Mk.9 (la primera) hasta la Mk.12TT (la última que se fabricó). Los primeros modelos solían ser de color rojo, excepto alguna serie azul de la Mk.10 y todas las de la última serie Mk.11 en color azul o la posterior Mk.11A en color blanco. La Frontera 370 Gold Medal se hizo en color dorado.
- Bultaco Junior (1966)
- Bultaco Lobito (1966)
- Bultaco Matador (1965)
- Bultaco Mercurio (1960)
- Bultaco Metisse (1964)
- Bultaco Metralla 62 (1962)
- Bultaco Metralla Mk.2 (1966). No era una moto precisamente económica en la época, siendo uno de los modelos pioneros con altas prestaciones. El único inconveniente por así decirlo era el precio, ya que en el año 1966 superaba las 29 000 pts.
- Bultaco Metralla GT (1974)
- Bultaco Metralla GTS A (1977) (amarilla)/GTS B (1979) con llantas de aleación, frenos de disco en ambas ruedas, carrocería más moderna y colores gris metalizado o rojo.
- Bultaco Pursang (1967), variante en moto de cross
- Bultaco Saturno (1964)
- Bultaco Senior
- Bultaco Sherpa (1960), moto de trial. Las primeras eran rojas, y las últimas azules, ganaron muchos campeonatos de España y del mundo, con Martin Lampkin entre otros.
- Bultaco Suecia (1966)
- Bultaco Streaker 75 y 125 (1977) de carretera
- Bultaco Tirón (1971)
- Bultaco Tralla (1959)
- Bultaco TSS (1960)

(Aparte de estos modelos también se diseñaron prototipos como las Bultaco Gaviota y Montjuich)

## Galería

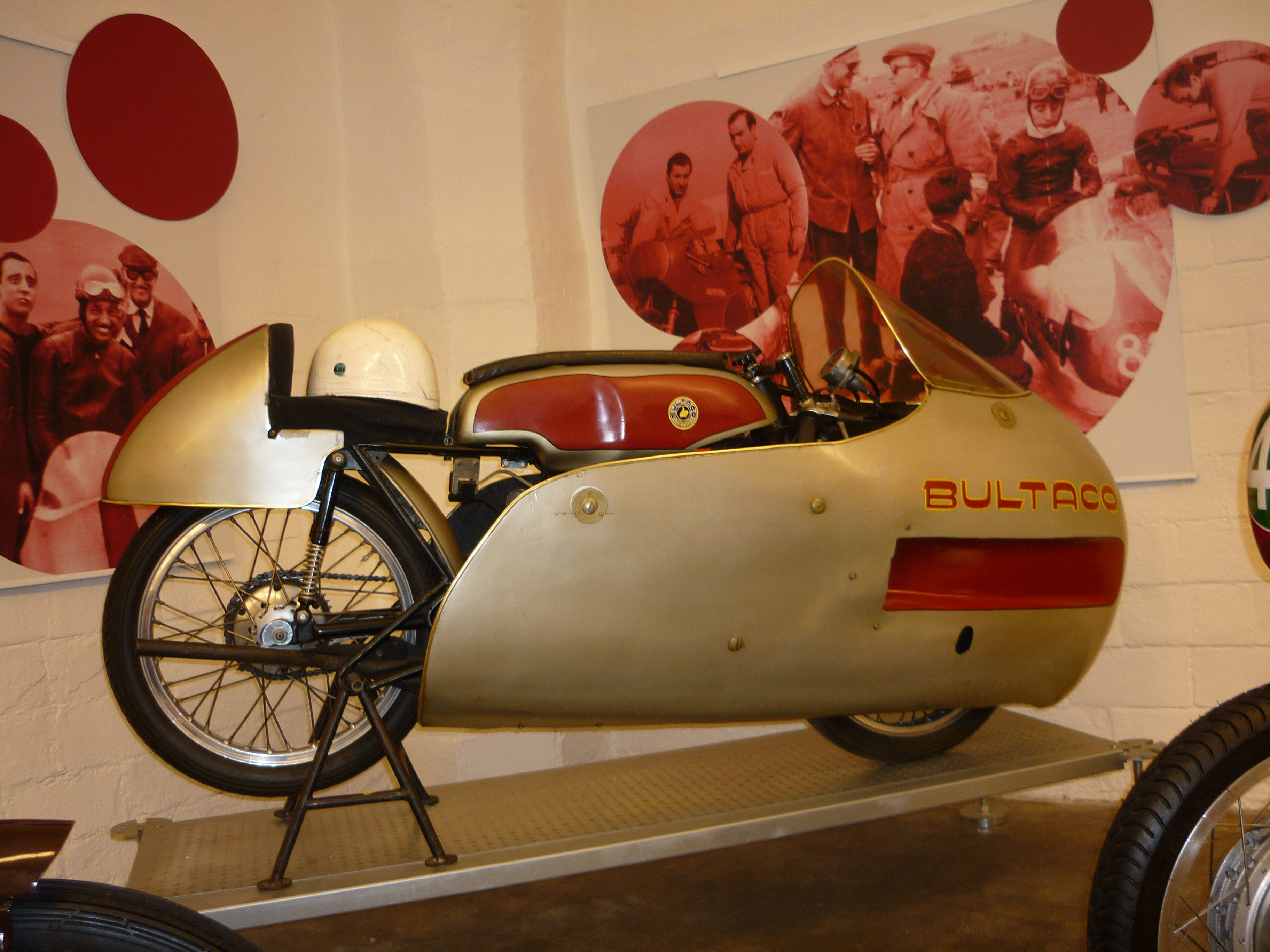
"Cazarrecords  175"
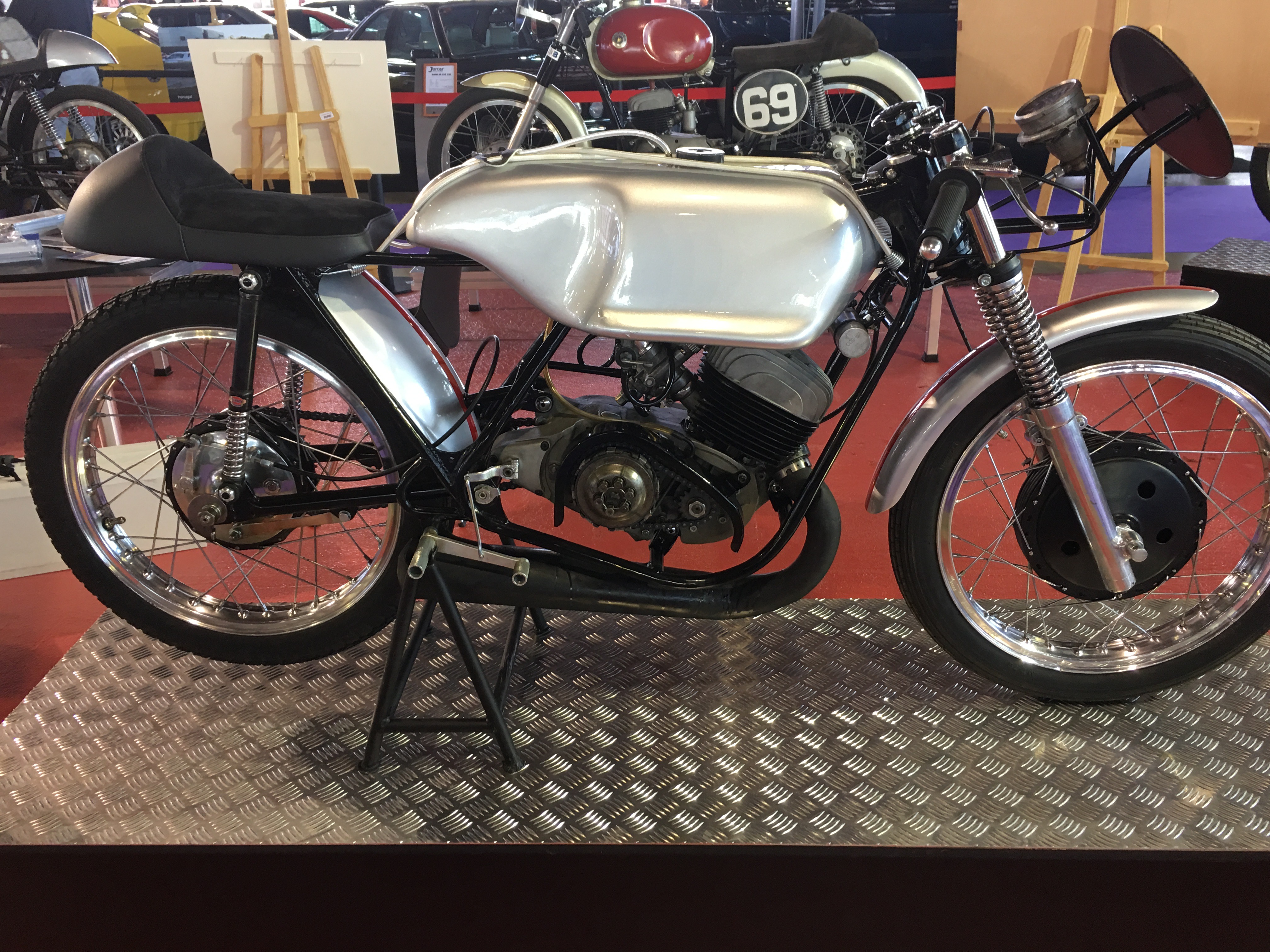
"Cazarrecords  175"sin carenado
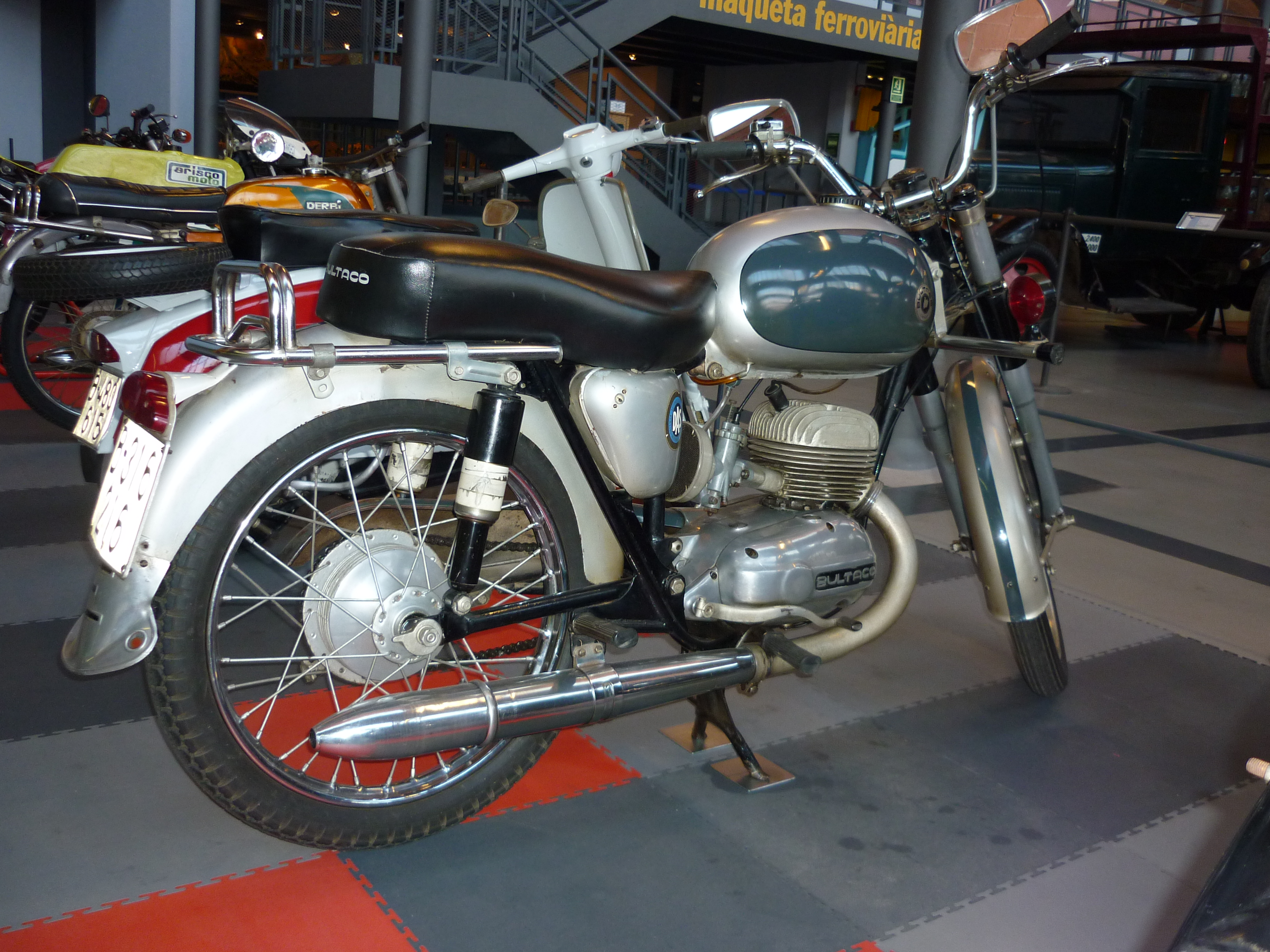
"200" mod.2-1
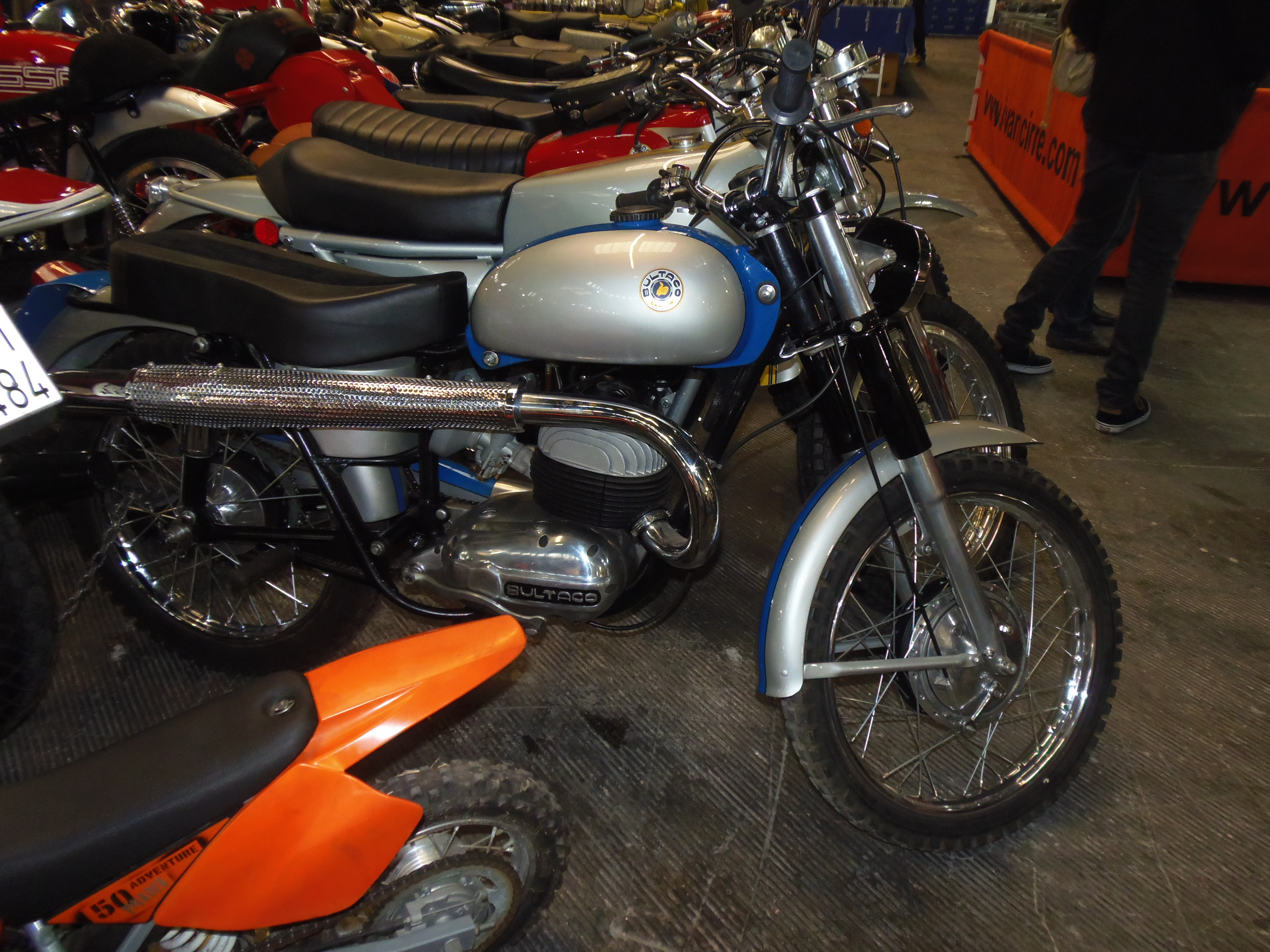
"Sherpa N" mod.4
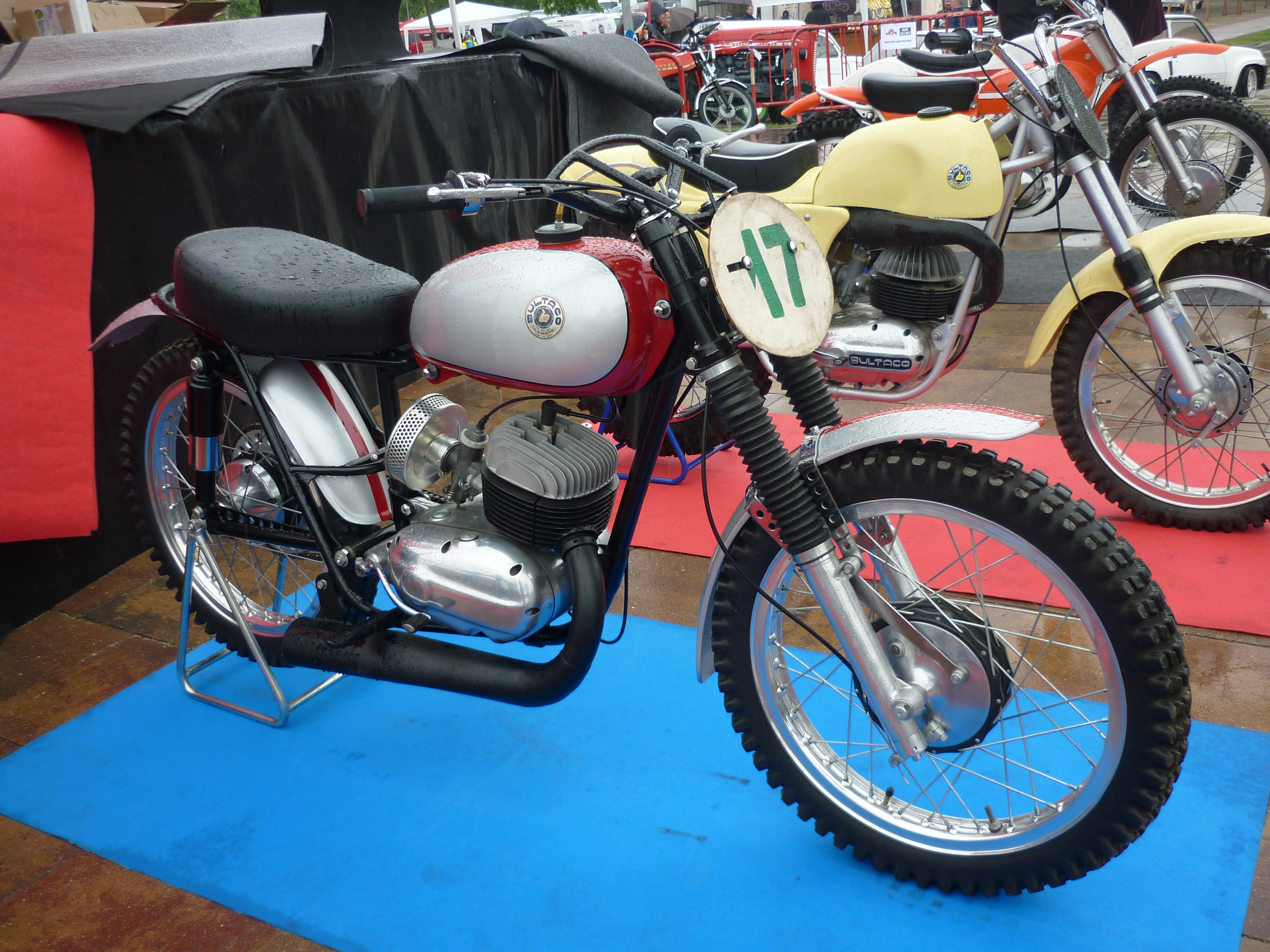
"Sherpa S" 125 mod.3B
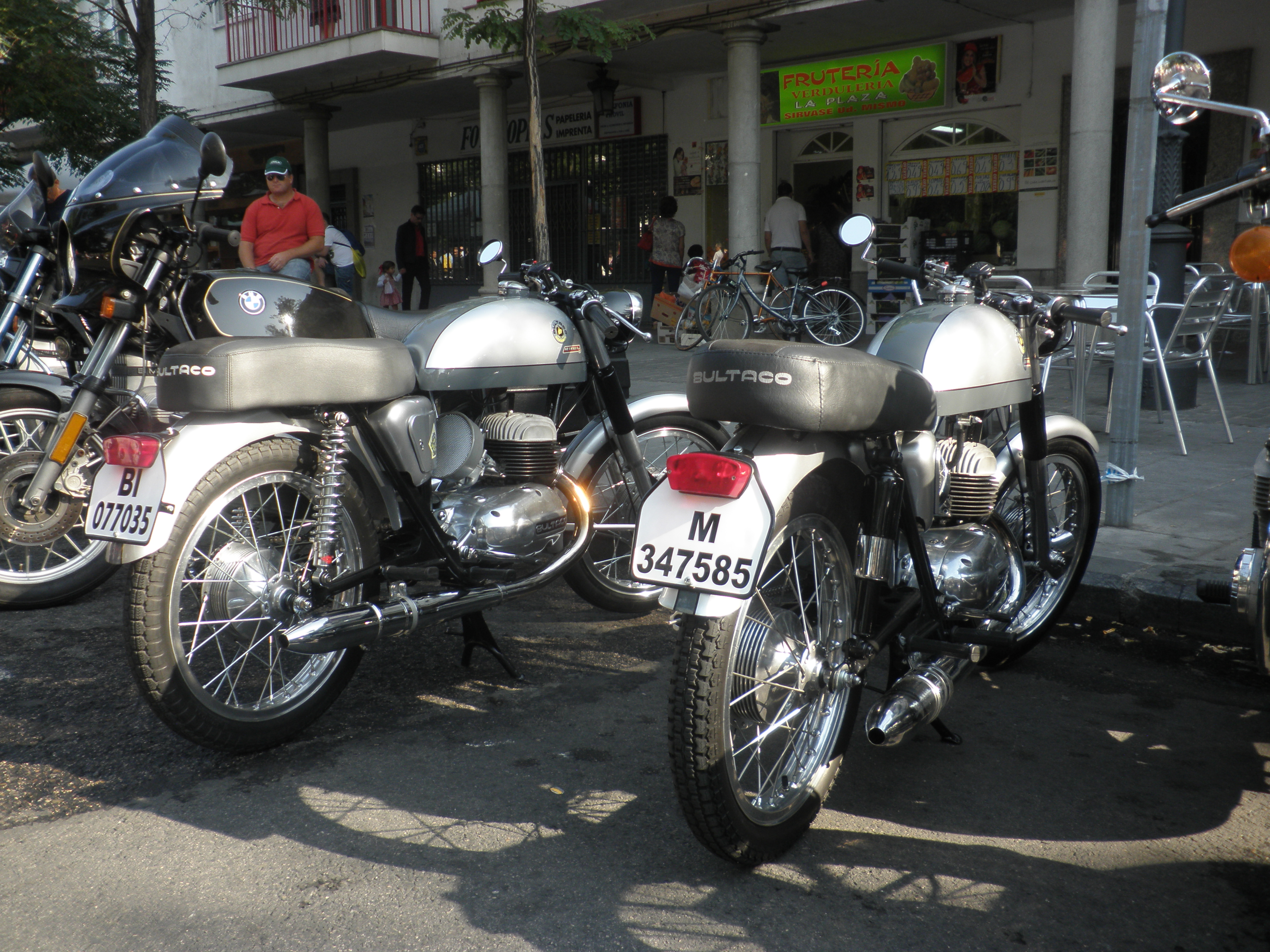
"Metralla 62" mod.8
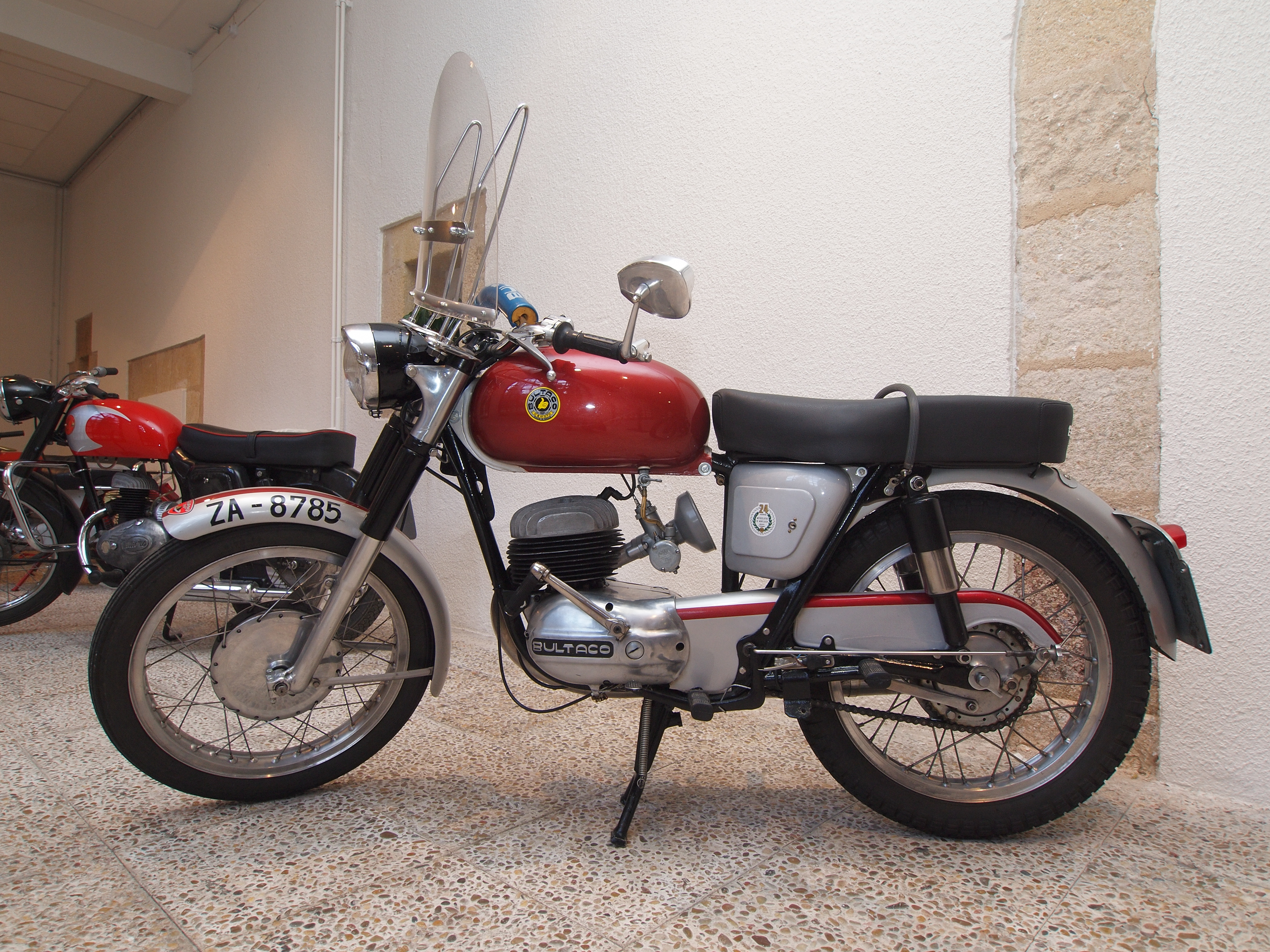
"Saturno" mod.9
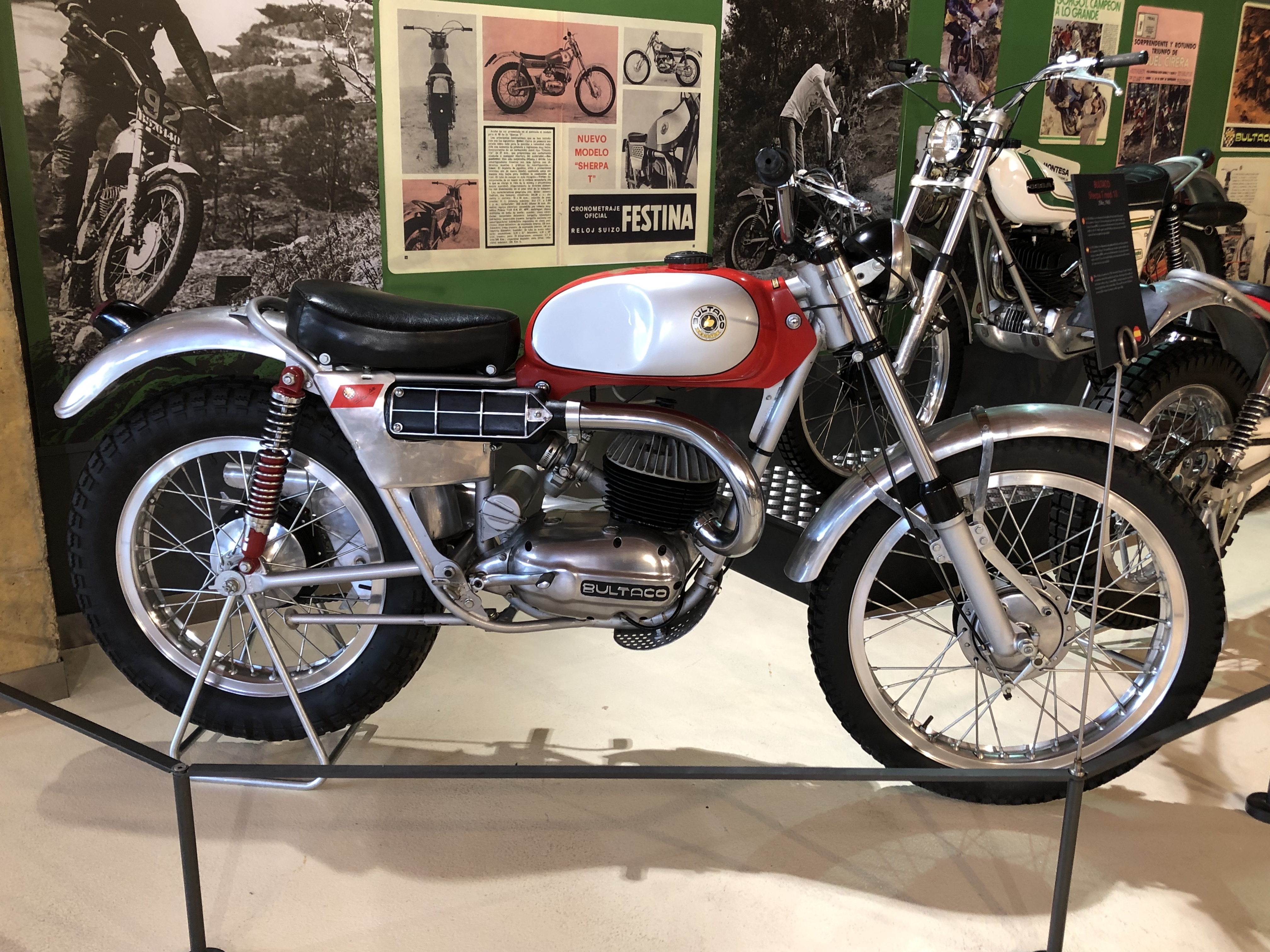
"Sherpa T" mod.10
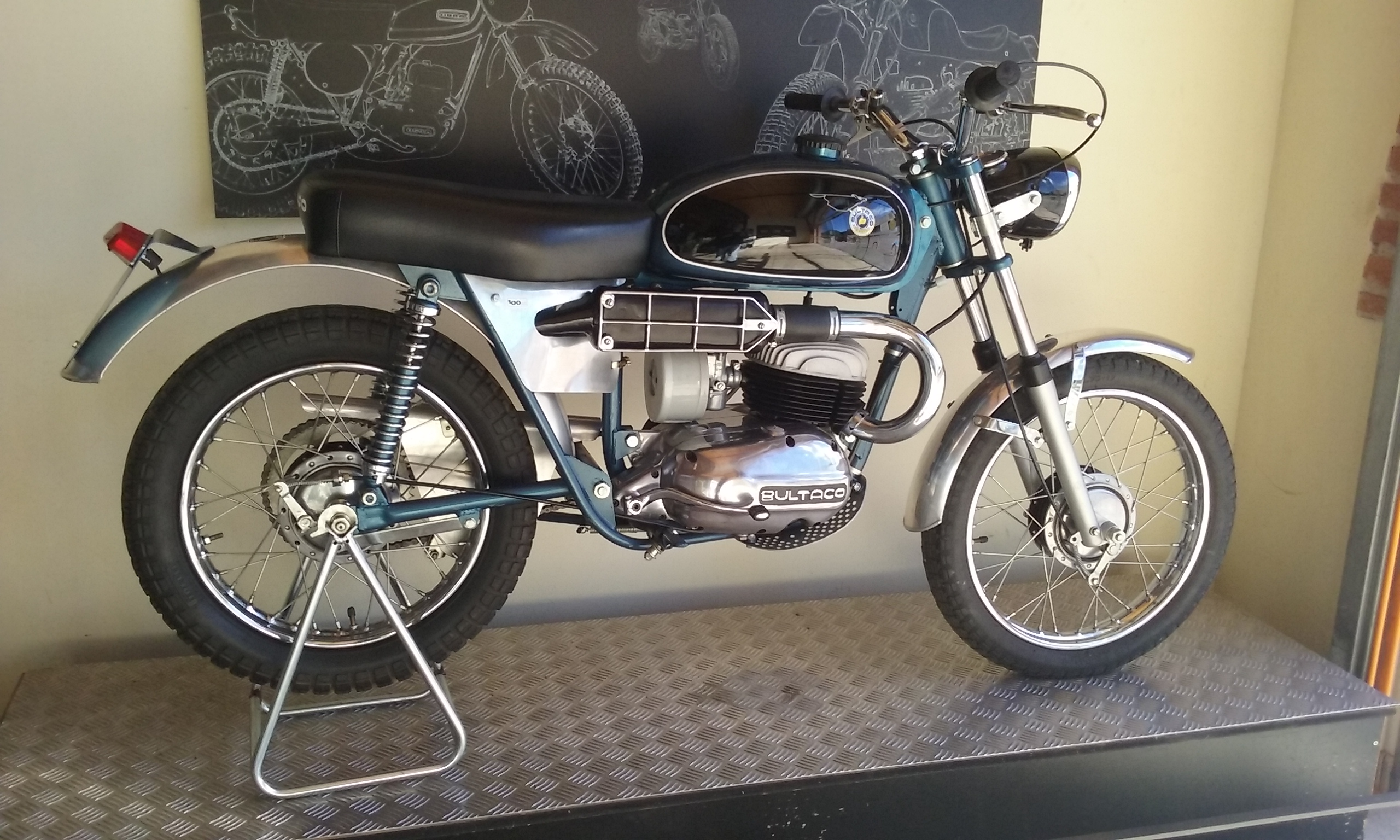
"Lobito 100" mod.19N
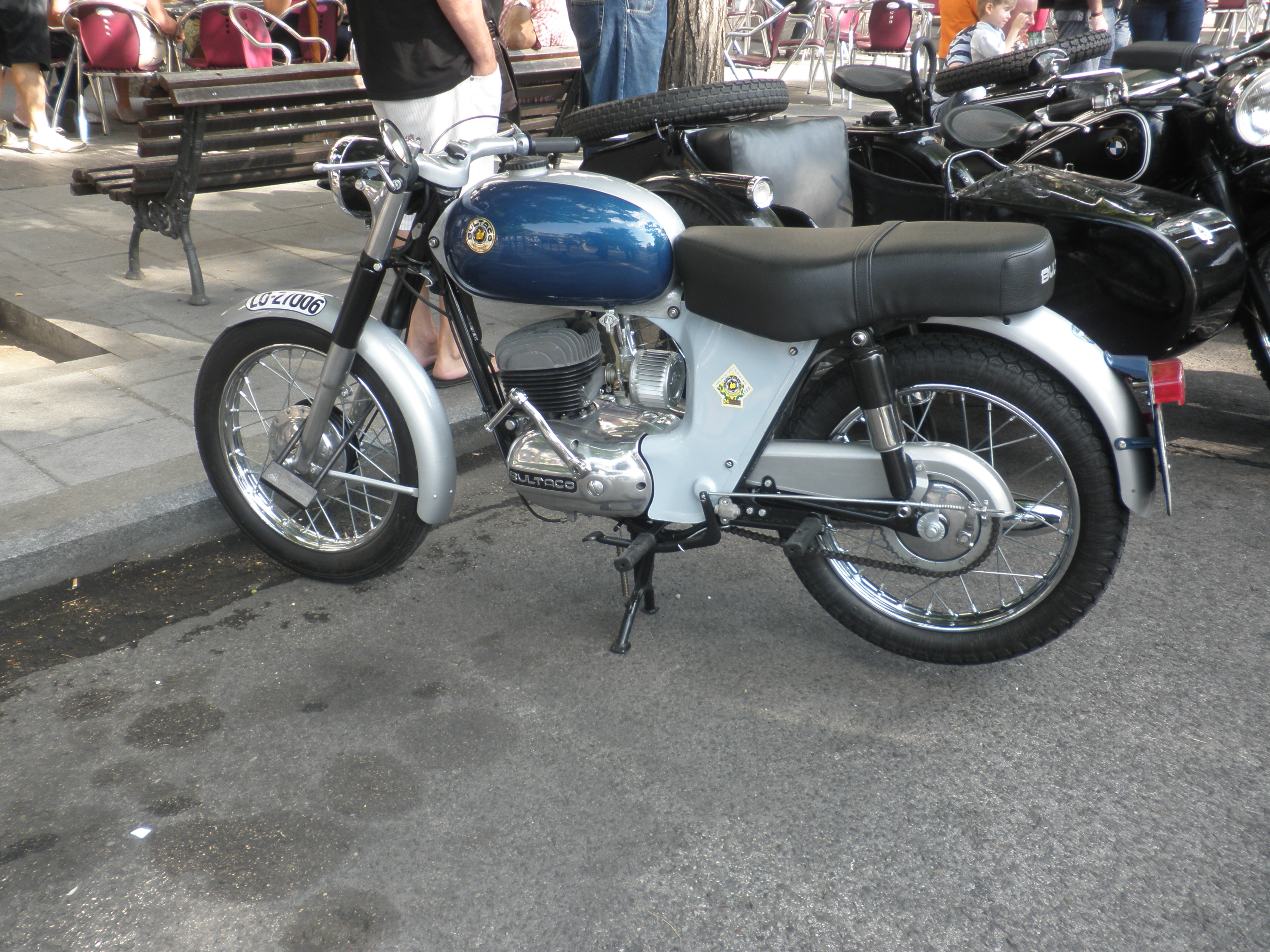
"Mercurio 155" mod.22
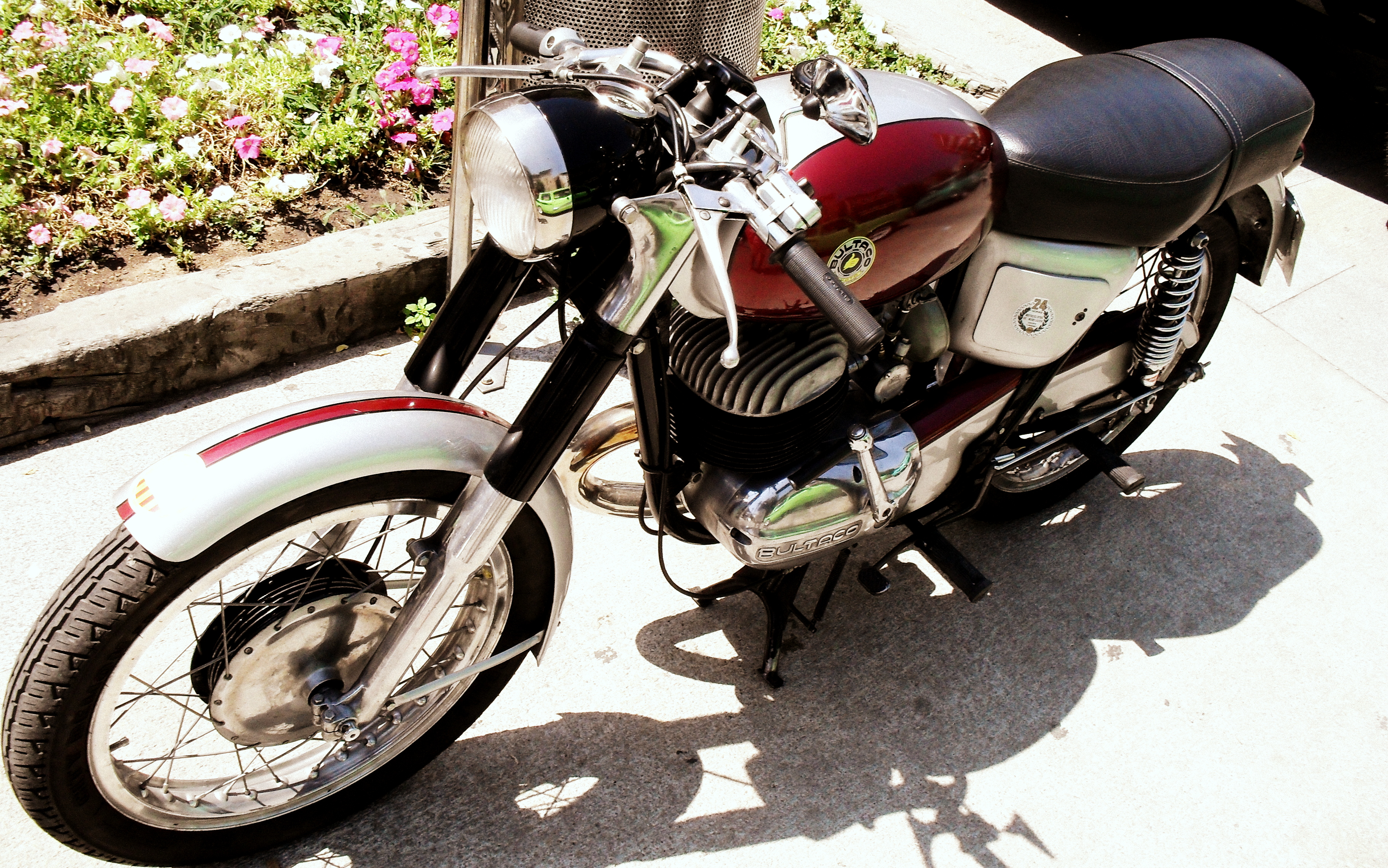
"Mercurio 175" mod.22-1 (manillar y susp. tras no originales)
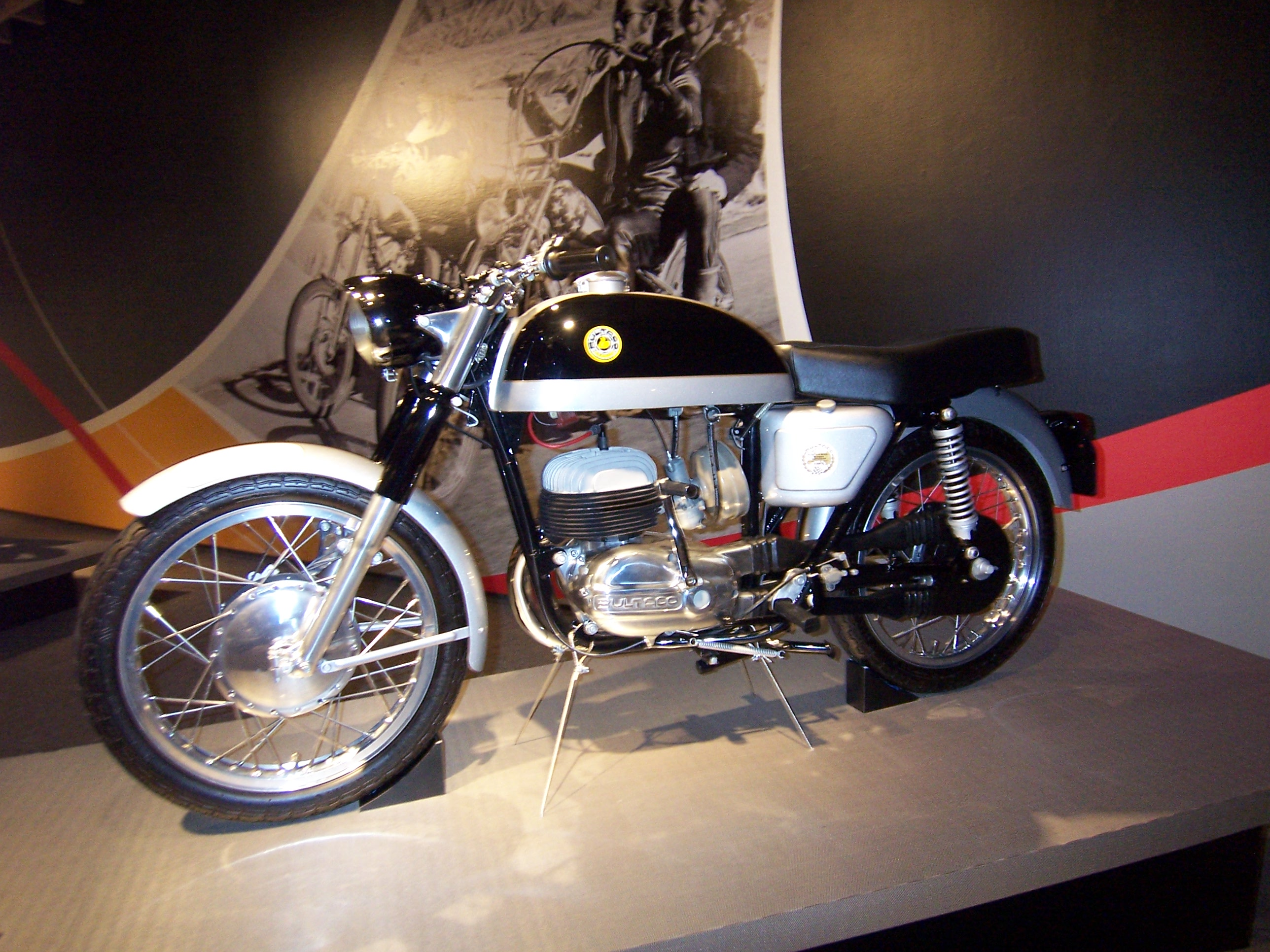
"Metralla MK2" mod.23
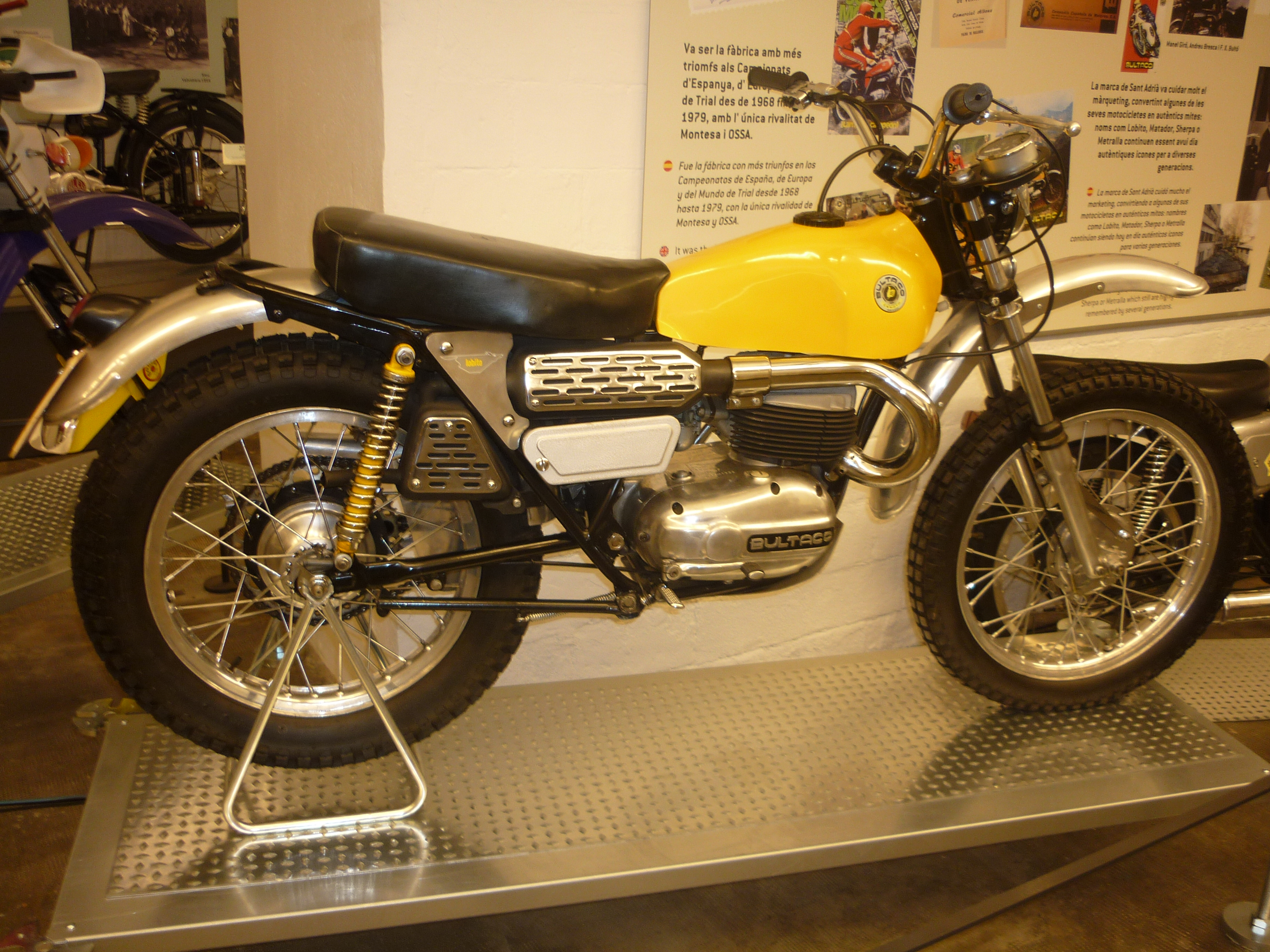
"Lobito Mk3" mod.62
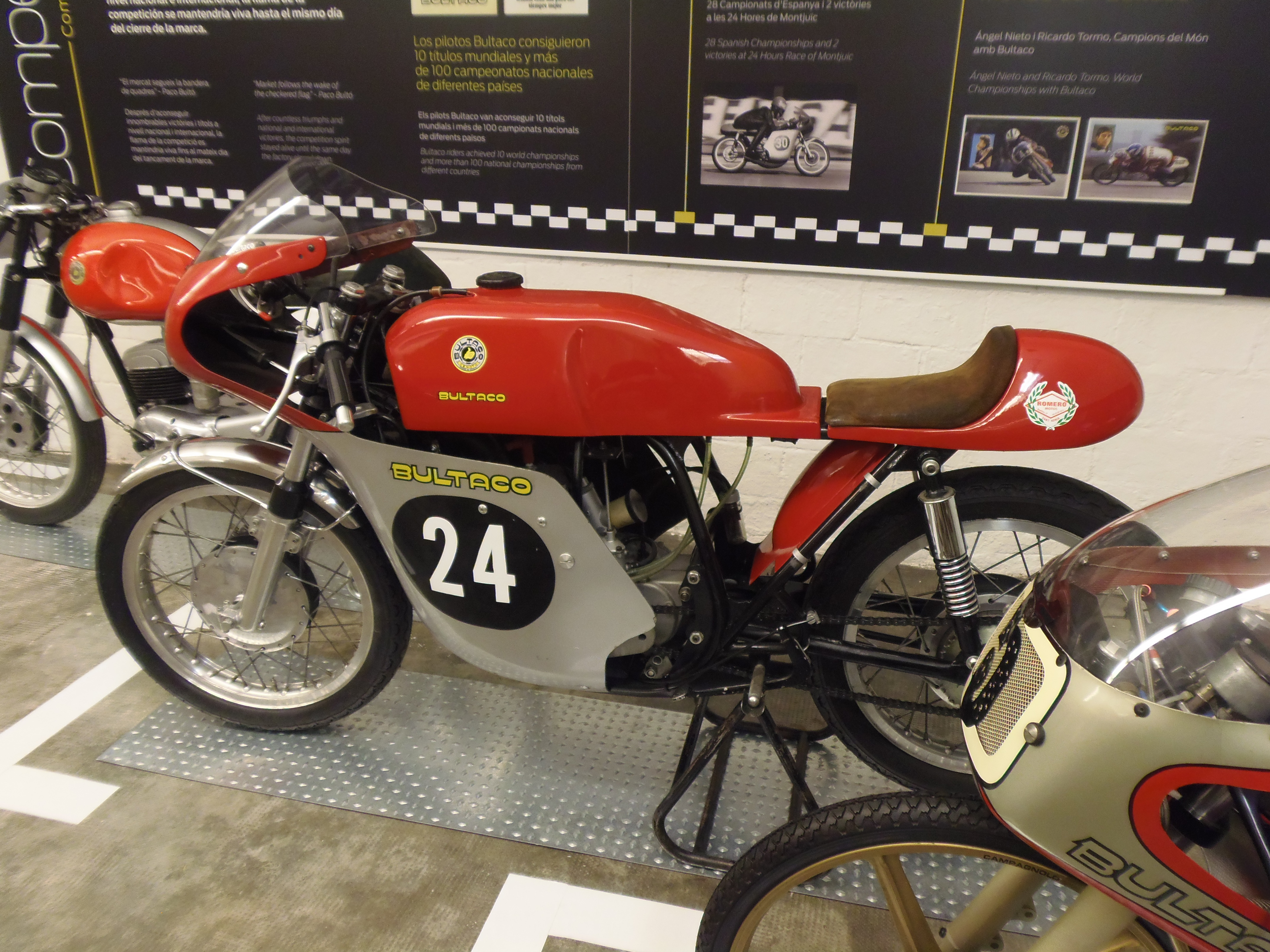
"TSS" 125
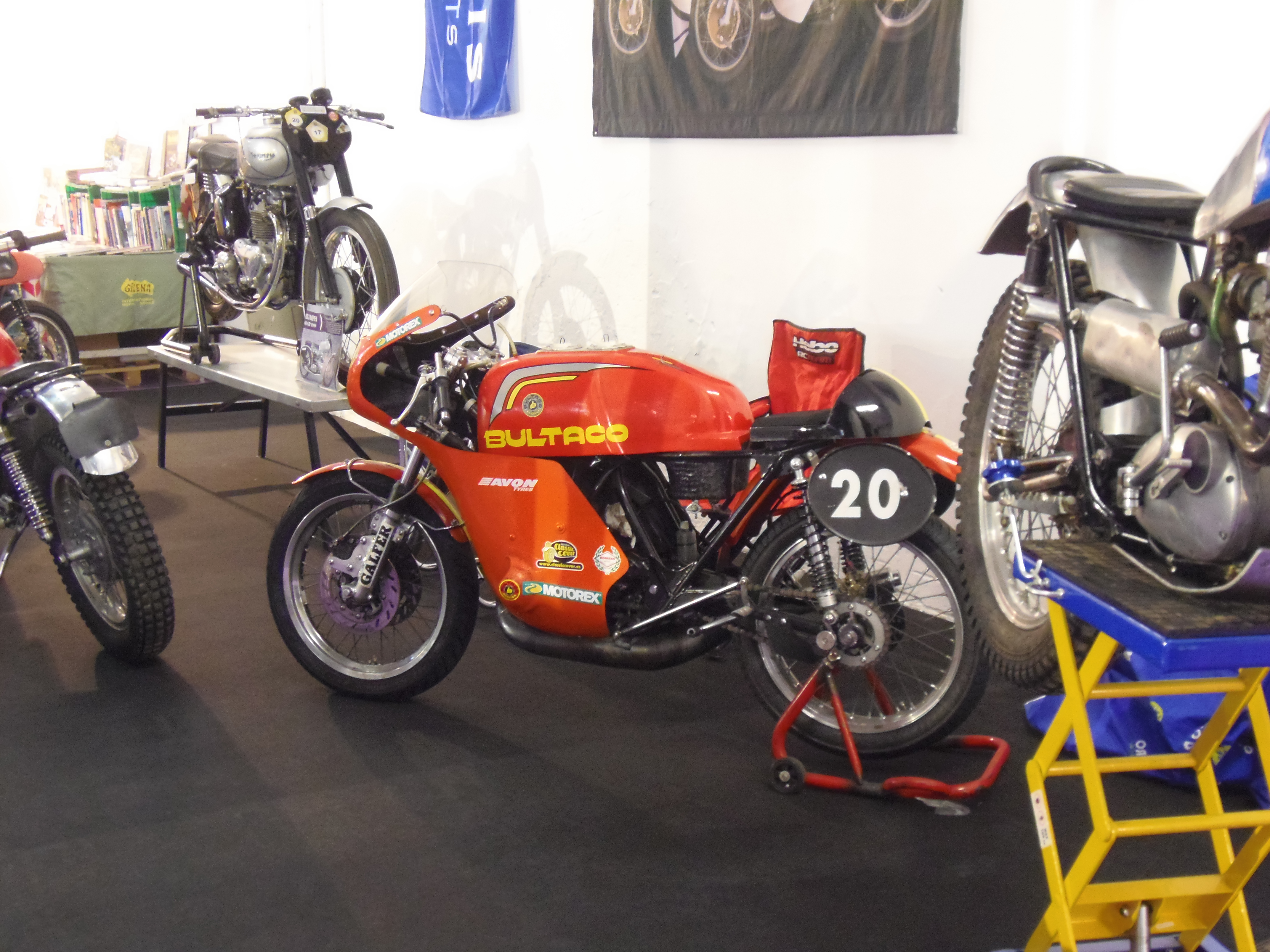
"Bultaco 360"
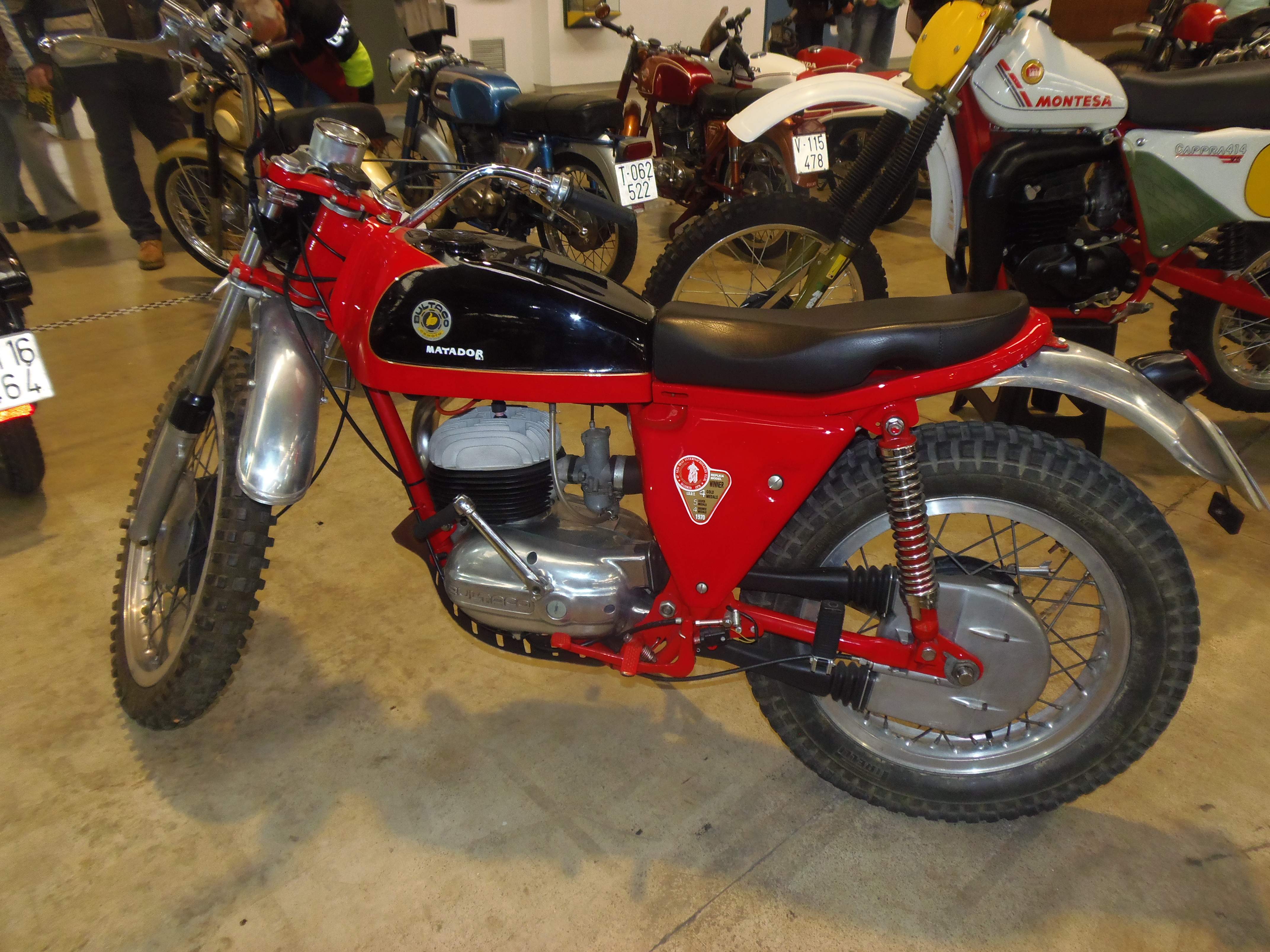
"Matador Mk3" mod.25
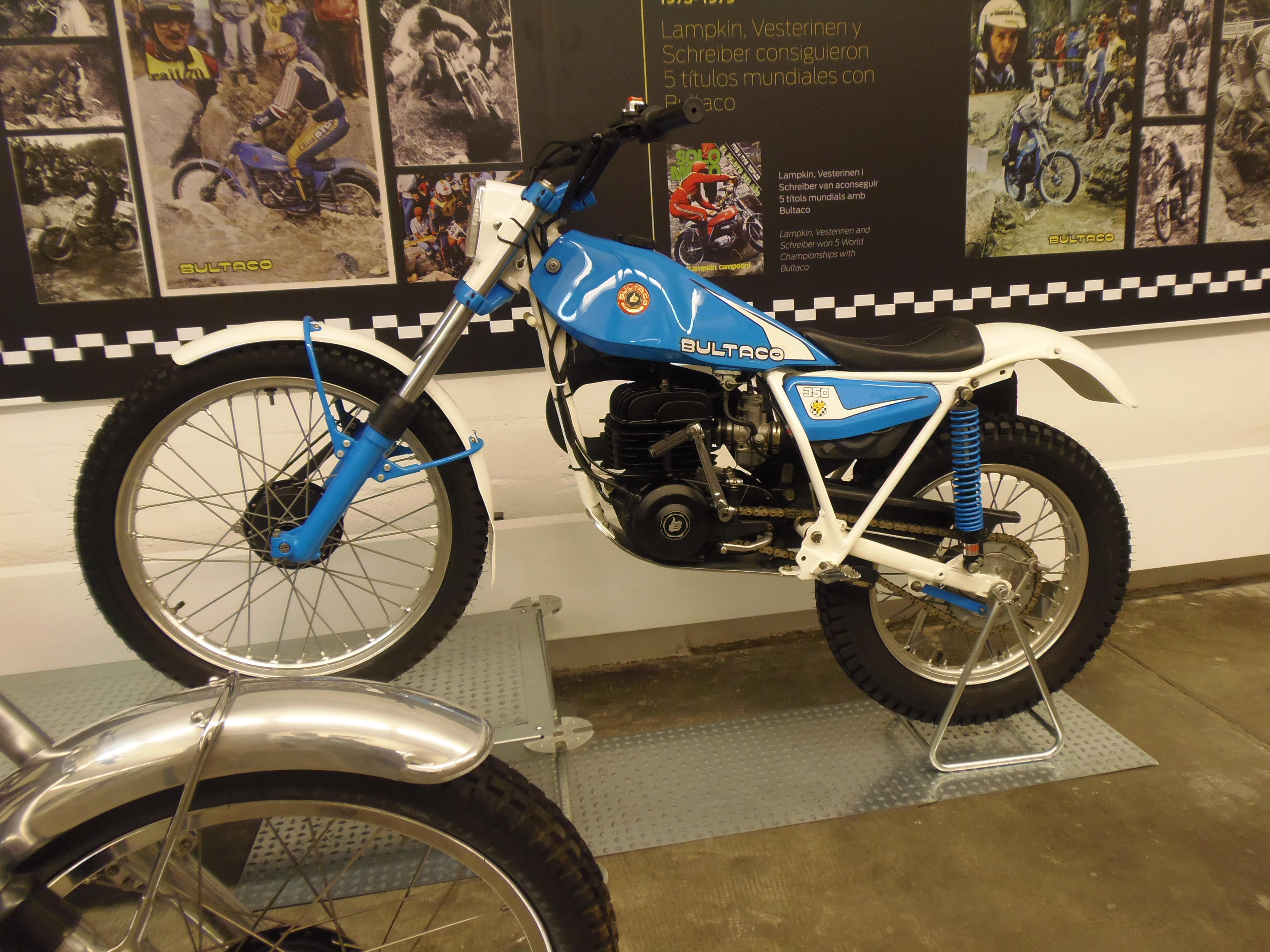
"Sherpa T" mod.199B
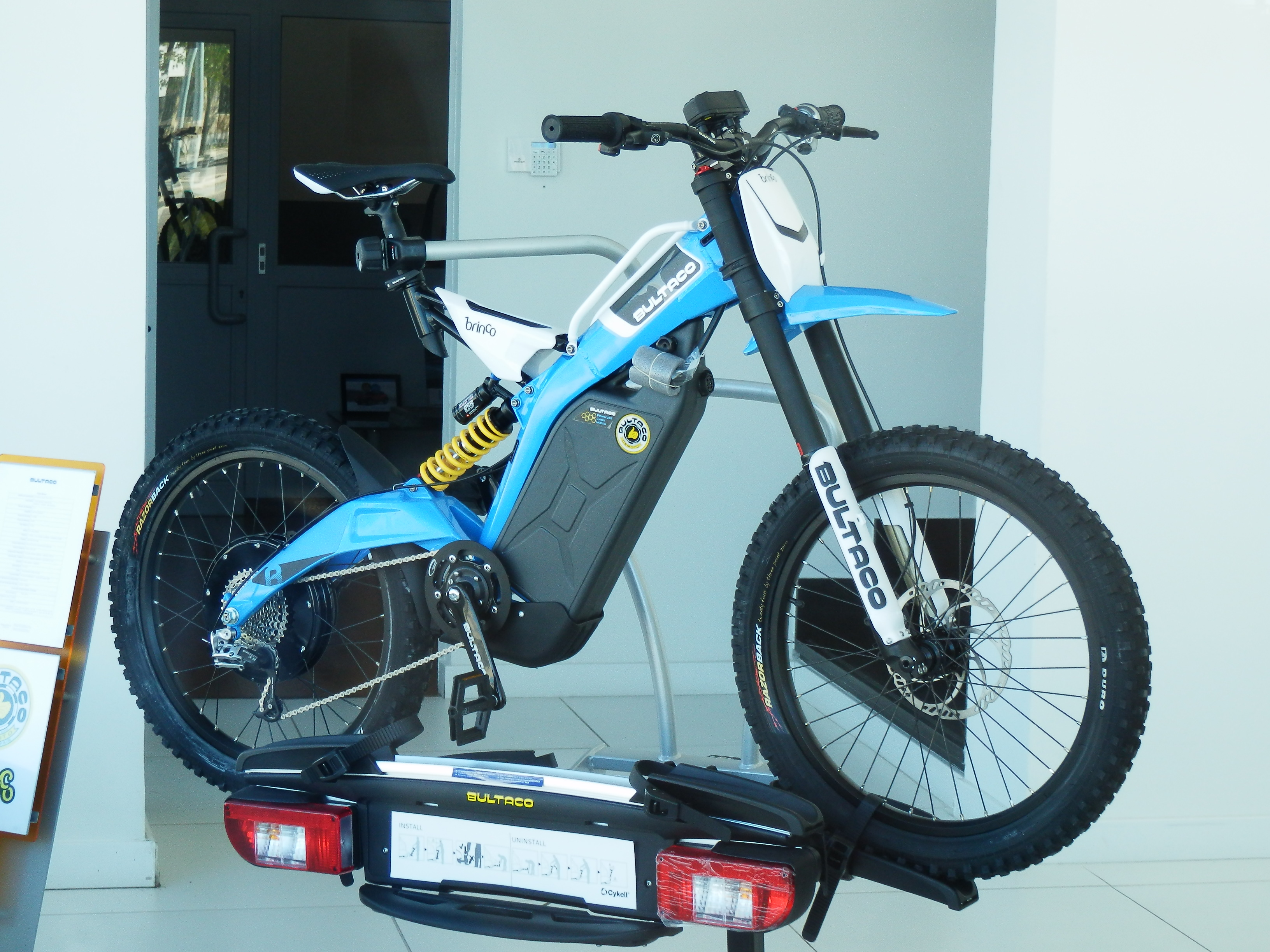
"Brinco eléctrica"
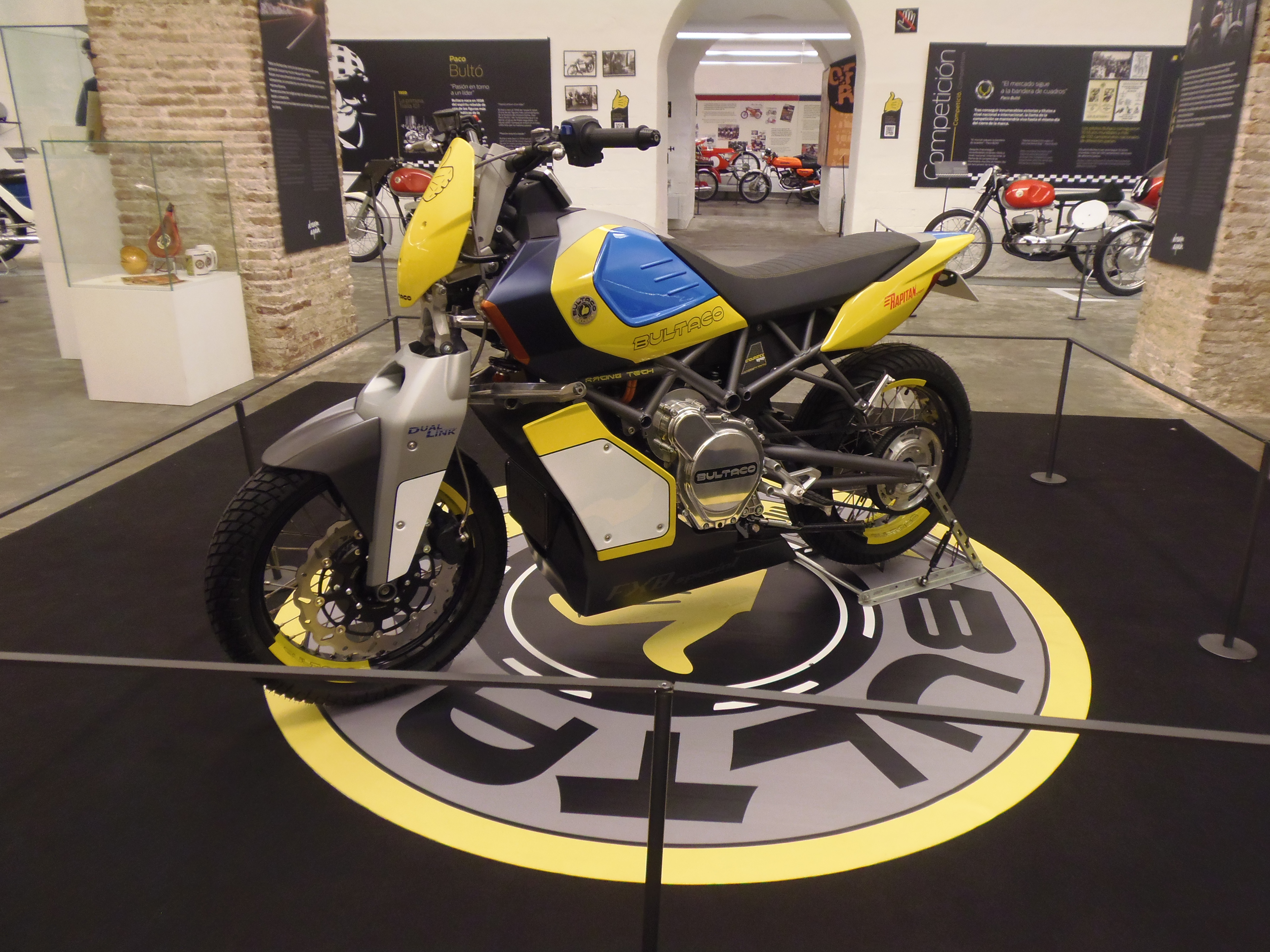
"Rapitan Sport"